# Lijst van afleveringen van De Smurfen
Dit is een lijst van afleveringen van De Smurfen, een van oorsprong Amerikaanse tekenfilmreeks van Hanna-Barbera die ook op de Belgische en Nederlandse televisie is uitgezonden.
Hieronder volgt een opsomming van de afleveringen, met de Nederlandstalige titel (indien bekend), de originele Engelstalige titel en een korte samenvatting.
De afleveringen hebben geen chronologische volgorde.
| Nr.       | Nederlandstalige titel                      | Originele Engelstalige titel                                   | Korte samenvatting | Hoofdrollen |
| Seizoen 1 | Seizoen 1                                   | Seizoen 1                                                      | Seizoen 1 | Seizoen 1 |
| --------- | ------------------------------------------- | -------------------------------------------------------------- | --- | --- |
| 1         | De Ruimtesmurf                              | The Astro Smurf                                                | De Smurfen helpen Droomsmurf zijn droom te verwezenlijken om naar een andere planeet te reizen en vermommen zichzelf als Snoefen. | Droom, Bril, Smurfin, Grote, Knutsel, Gargamel, Azraël                                                                                               |
| 2         | De grappendoos van Lolsmurf                 | Jokey's medicine (dubbele aflevering)                          | De Smurfen krijgen problemen met Gargamel als ze proberen Lolsmurf een lesje te leren. | Lol, Smul, Smurfin, Knutsel, Azraël, Gargamel, Grote                                                                                                 |
| 3         | In de ban van Gargamel                      | Vanity fare (dubbele aflevering)                               | Gargamel gebruikt een toverspiegel om nietsvermoedende Smurfen te vangen. | Gargamel, Azraël, Hippe, Bril, Klungel, Grote, Potige                                                                                                |
| 4         | Sint Smurfis en de draak                    | St. Smurf and the dragon                                       | Een kleine draak is dol op de gloeibessen die Grote Smurf nodig heeft voor zijn onzichtbaarheidsformule. | |
| 5         | Een reuze plaaggeest                        | The magical meanie (dubbele aflevering)                        | Brilsmurf en Klungelsmurf ontdekken een plaaggeest die drie wensen gunt aan iedereen die de magische woorden "pompernikkel pikkel" zegt. | Bril, Klungel, Plaaggeest, Smurfin, Grote, Potige, Gargamel, Azraël                                                                                  |
| 6         | Smurfenstreken                              | Sorcerer Smurf (dubbele aflevering)                            | Gargamel verkleedt zichzelf als een legendarische Tovenaar Smurf. | Grote, Gargamel, Bril, Smurfin, Muziek, Dichter |
| 7         | Behekst, bedrogen en besmurft               | Bewitched, bothered and be-smurfed                             | Agatha's amulet laat dromen van Smurfin uitkomen. | |
| 8         | Koning Smurf                                | King smurf                                                     | Brilsmurf benoemt zichzelf tot koning als Grote Smurf weg is en veroorzaakt een heuse burgeroorlog. | |
| 9         | De Smurfen en de Krwakakrwa                 | The Smurfs and the Howlibird                                   | Een kleine vogel wordt een monsterlijke roofvogel door achteloos weggooien van een gevaarlijke formule. | Krwakakrwa, Potige, Luilak, Klungel, Bril, Grote, Smurfin, Knutsel, Smul                                                                             |
| 10        | Smurfensoep                                 | Soup a la Smurf                                                | De soep van Bolle Gijs wordt oneetbaar door een formule van Grote Smurf. | |
| 11        | Al wat glinstert is nog geen Smurf          | All that glitters isn't smurf (dubbele aflevering)             | De Smurfen denken onterecht dat Grote Smurf zijn toverkracht verliest. | Smurfin, Grote, Potige, Gargamel, Azraël, Bril, Knutsel                                                                                              |
| 12        | Droomsmurfs nachtmerrie                     | Dreamy's nightmare (dubbele aflevering)                        | Droomsmurfs reis rond de wereld wordt al vlug onderbroken door Gargamel. | |
| 13        | Smurfen in vuur en vlam                     | Romeo and Smurfette                                            | Potige en Knutsel strijden net als de andere Smurfen om de gunsten van Smurfin. | |
| 14        | Het ei en de Smurfen                        | The magic egg (dubbele aflevering)                             | Een magisch ei dat alle wensen vervult creëert chaotische toestanden. | Gargamel, Azraël, Bolle Gijs, Knutsel, Bril, Klungel, Hippe, Luilak, Grote, Lol                                                                      |
| 15        | Symfonie in C-Smurf                         | Smurphony in 'c' (dubbele aflevering)                          | Muzieksmurf brengt ongewild alle Smurfen in een eeuwige slaap met een magisch blaasinstrument. | Muziek, Potige, Smurfin, Grote, Bril, Gargamel, Azraël                                                                                               |
| 16        | De Kermissmurfen                            | Sideshow Smurf                                                 | De Smurfen komen in een mensendorp om Smurfin en Klungelsmurf te redden van een gemene kermisuitbater. | |
| 17        | De Supersmurf                               | Supersmurf (dubbele aflevering)                                | Brilsmurf probeert brute kracht in plaats van verstand te gebruiken om het door Bolle Gijs gestolen voedsel terug te krijgen. | Bril, Luilak, Mopper, Potige, Bolle Gijs, Grote, Smurfin                                                                                             |
| 18        | Het versmurfte paradijs                     | Paradise smurfed (dubbele aflevering)                          | Luilak droomt van een verborgen paradijs dat een nachtmerrie wordt. | |
| 19        | Potige ridder                               | Sir hefty                                                      | Potige wordt ridder om een draak te verslaan die het dorp in brand steekt. | |
| 20        | De Babysmurf                                | The Baby Smurf (dubbele aflevering)                            | Gargamel verandert zichzelf in een babysmurf om zo het dorp van binnenuit te vernietigen. | |
| 21        | De valse smurf                              | The fake smurf (dubbele aflevering)                            | Agatha verandert zichzelf in een Smurf, maar komt in de problemen als ze haar valse staart verliest. | |
| 22        | Dichtersmurf en Schildersmurf               | Painter and poet                                               | Twee creatieve Smurfen vluchten naar een verlaten eiland met hun ongewaardeerde talent. | Dichter, Schilder, Grote, Mopper, Bril, Smurfin, Potige, Knutsel, Hippe, Gargamel, Azraël                                                            |
| 23        | De Spooksmurf                               | Haunted Smurfs (dubbele aflevering)                            | Als de Smurfen het dorp verlaten op zoek naar voedsel ontdekken zij een kasteel waar het spookt. | |
| 24        | De Paarse Smurfen                           | The Purple Smurf (dubbele aflevering)                          | Een paarse vlieg bijt Luilaksmurf, waardoor een staartenbijtende epidemie ontstaat. | Luilak, Potige, Grote, Klungel, Bril, Knutsel, Smul, Hippe                                                                                           |
| 25        | De Smurffontein                             | The fountain of Smurf                                          | Grote Smurf wordt een kleuter en de Smurfen hebben de hulp van Gargamel nodig om hem weer normaal te krijgen. | Grote, Trol, Bril, Knutsel, Smul, Gargamel, Azraël                                                                                                   |
| 26        | Het vergrootmengseltje                      | The magnifying mixture (dubbele aflevering)                    | Brilsmurf verandert Potige per ongeluk in een reus, die vervolgens meent Gargamel te kunnen vangen. | Potige, Bril, Grote, Knutsel, Smurfin, Gargamel, Azraël                                                                                              |
| 27        | De Slechtweersmurf                          | Foul weather Smurf (dubbele aflevering)                        | De weermachine van Knutselsmurf laat het klimaat gierend uit de hand lopen. | Knutsel, Bril, Potige, Dichter, Boeren, Grote |
| 28        | De honderdste Smurf                         | The hundredth Smurf (dubbele aflevering)                       | Het spiegelbeeld van Hippe Smurf komt tot leven en wordt de honderdste Smurf. | |
| 29        | De Verschrikkelijke Sneeuwman               | The abominable snowbeast (dubbele aflevering)                  | De Smurfen ontdekken de verschrikkelijke sneeuwman die vriend van Smurfin wil worden. | |
| 30        | Gargamel de barmhartige                     | Gargamel the generous (dubbele aflevering)                     | Als Klungelsmurf diamanten ontdekt doet Gargamel zich voor als zijn vriend. | Gargamel, Azraël, Klungel, Mopper, Grote, Bril |
| 31        | De Smurfin                                  | The Smurfette                                                  | Gargamel maakt een domme en slechte Smurfin om de Smurfen te vernietigen, maar Grote Smurf verandert haar in een echte goede Smurf. | Smurfin, Gargamel, Azraël, Potige, Grote, Bril, Eenzame                                                                                              |
| 32        | De Smurfen hebben het duivels moeilijk      | Now you smurf 'em, now you don't (dubbele aflevering)          | Ondergrondse trollen gebruiken een kristallen bol om de Smurfen hun grootste wensen te tonen maar ze worden gevangen als slaven als ze de bol aanraken. | |
| 33        | De onderaardse Smurfen                      | Spelunking Smurfs (dubbele aflevering)                         | De Smurfen ontdekken een grot met bevroren voedsel en een bevroren kwade reus die het bewaakt. | Hippe, Klungel, Smul, Grote, Smurfin, Bril, Mopper, Gargamel, Azraël                                                                                 |
| 34        | De Leerlingsmurf                            | The smurfs' apprentice                                         | Klungelsmurf verandert zichzelf per ongeluk in een draak. | Klungel, Grote, Gargamel, Mopper, Smul, Lol, Luilak, Knutsel                                                                                         |
| 35        | De Smurfen kleurenbril                      | Smurfed coloured glasses (dubbele aflevering)                  | De magische kleurenbril van Knutsel laat Smurfin alles en iedereen als mooi zien. | Knutsel, Smurfin, Gargamel, Azraël, Grote, Bril, Klungel, Bolle Gijs                                                                                 |
| 36        | De Robotsmurf                               | The Clockwork Smurf                                            | Knutsels mechanische Smurf wordt een held als hij prins Gerard redt van zijn boosaardige tante. | Robot, Knutsel, Koning Gerard, Bril, Grote, Smurfin, Mopper, Lol, Klungel                                                                            |
| 37        | De pluizenplaag                             | Fuzzy trouble (dubbele aflevering)                             | Een pluizig beestje wordt een vreselijk bedreigende plaag. | Pluizen, Klungel, Bril, Grote, Muziek |
| 38        | De Smurfin trekt de stoute schoenen aan     | Smurfette's dancing shoes'                                     | De Smurfen moeten 3 schatten vinden om Smurfin te redden van een huwelijk met een hebberige trol. | |
| 39        | De Smurfen en de geldboom                   | The Smurfs and the money tree (dubbele aflevering)             | Gargamels moeder test de hebzucht van Smulsmurf door een boom met heerlijk ruikende en smakende goudkleurige munten bij zijn huis te laten verschijnen. | |
| Sp.1      | Het Paasfeest van de Smurfen                | The smurfs' springtime special                                 | Gargamel en zijn peetoom heer Balthazar spannen samen om zes Smurfen te vangen om goud te maken. Ze gebruiken een toverspreuk om Moeder Natuur te bedwelmen, waardoor het geen lente meer wordt. | |
| Seizoen 2 |                                             |                                                                | | |
| 40        | De Smurf die geen nee kon zeggen            | The Smurf Who Couldn't Say No                                  | Goedzak Smurf leert standvastig te zijn als hij en Bange Smurf een mythisch vuur dat door hun schuld is uitgegaan opnieuw moeten aansteken om het boze moerasmonster te bedaren. | |
| 41        | De avonturen van Robin Smurf                | The adventures of Robin Smurf                                  | Hippe Smurf speelt Robin Hood als hij Smurfin als Marian moet redden van de boze Brilsmurf als slechte prins Jan. | |
| 42        | Het Onzalige Land                           | The cursed country                                             | De Smurfen doven de vurige adem van de draak van een slechte slavenmeester van een diamantmijn. | |
| 43        | Verkleumt en versmurft                      | S-Shivering S-Smurfs (dubbele aflevering)                      | Niemand gelooft Speurders voorspelling van een vroege winter. | Speurder, Grote, Smurfin, Lol, Bril, Knutsel, Slons, Smul, Bange, Gargamel, Azraël                                                                   |
| 44        | Zuster Smurf                                | Sister Smurf (dubbele aflevering)                              | Smurfin en een meisje genaamd Laura verlaten hun ondankbare naasten, waarna ze gevangen worden genomen door een gemene heks. | Smurfin, Laura, Laura's twee broers, Smul, Hippe, Luilak, Grote, Bril                                                                                |
| 45        | Het verraad van Cloderic                    | The Black Hellebore                                            | Een boze tovenaar gebruikt een dodelijke bloem om iedereen in trance te brengen. | |
| 46        | De wraak van de Smurfen                     | Revenge of the Smurfs (dubbele aflevering)                     | Boze Smurfen nemen wraak op een mensenleger die hun dorp hebben vernield. | |
| 47        | De drie Smurfketiers                        | The three Smurfketeers                                         | De Smurfen spelen een spel waarin Potige, Lolsmurf en Smulsmurf de drie musketiers spelen om Klungelsmurf Smurfingham te helpen om Smurfin Smurfington voor zich te winnen. | |
| 48        | Hemelse Smurfen                             | Heavenly Smurfs (dubbele aflevering)                           | De Smurfen laten Gargamel geloven dat hij voor zijn laatste oordeel staat en geven hem nog een kans om zijn misdaden tegen de Smurfen goed te maken. | Gargamel, Azraël, Lol, Klungel, Mopper, Knutsel, Smurfin, Bril, Smul, Grote                                                                          |
| 49        | Het smurfte uit de ruimte                   | It came from outer Smurf (dubbele aflevering)                  | Droomsmurf wordt niet geloofd als hij zegt een buitenaardse bezoeker te hebben ontmoet totdat hij een kristal vindt dat een storm veroorzaakt. | |
| 50        | De Hekserij van Bozerik                     | The Scorcery Of Maltrochu                                      | Johan, Pierewiet en de Smurfen helpen een jonge prins tegen een boosaardige baron die met de mooie Geneviève wil trouwen. | |
| 51        | Piepiep                                     | Squeaky (dubbele aflevering)                                   | Smurfin leert een waardevolle les over de vergankelijkheid van het leven als haar speelkameraadje, een lieve muis, komt te overlijden. | |
| 52        | De Kaplowie Spreuk                          | The Kaplowey scroll (dubbele aflevering)                       | Een vertaald perkament met een magisch woord laat alles verdwijnen waar dat woord tegen wordt gebruikt. | |
| 53        | De Dwerg in het Rotsbos                     | The goblin of boulder wood                                     | Johan vertelt het verhaal over hoe hij Pierewiet heeft ontmoet tegen de Smurfen. | |
| 54        | Smulpaap Smulsmurf                          | Gormandizing Greedy (dubbele aflevering)                       | Smulsmurf wordt te zwaar. | |
| 55        | Wie verspilt, versmurft                     | Waste not, smurf not (dubbele aflevering)                      | Door de voedselverwerker van Knutselsmurf gaan de Smurfen spilziek om met hun voedsel. | Knutsel, Potige, Smurfin, Bril, Klungel, Boeren, Slons, Grote, Lol, Smul                                                                             |
| 56        | Johans Leger                                | Johan's army                                                   | De Smurfen helpen Johan en Pierewiet het kasteel te beschermen. | |
| 57        | De verloren stad van Yore                   | The lost city of Yore                                          | De bemoeizucht van Nieuwsgierige Smurf brengen de andere Smurfen midden in een strijd tussen Gargamel en twee slechte heksen over de slechte Scepter van Yore. | Nieuwsgierige, Bril, Klungel, Smurfin, Smul, Grote, Potige, Knutsel, Gargamel, Azraël                                                                |
| 58        | De Bron der Goden                           | Magic fountain                                                 | Johan, Pierewiet en de Smurfen zoeken de magische fontein om een slavenvolk nieuwe kracht te geven. | |
| 59        | De Nepkoning                                | The imposter king                                              | Johan, Pierewiet en de Smurfen moeten de echte koning vinden om zijn bedrieger te stoppen. | |
| 60        | Om Gargamel een plezier te doen             | For the love of Gargamel (dubbele aflevering)                  | Speurdersmurf leert om alle leven te respecteren, zelfs dat van Gargamel, als hij Grote Smurf helpt een formule te maken om de in steen veranderde Gargamel en Azrael weer levend te maken. | Speurder, Gargamel, Azraël, Luilak, Smurfin, Grote, Knutsel, Klungel, Bril                                                                           |
| 61        | De ongelooflijke Smurfen                    | The a-maze-ing Smurfs (dubbele aflevering)                     | De Smurfen ontmoeten Melchior de Magiër (voorheen Melchior de Hofnar) in zijn door een doolhof omgeven landhuis. | |
| 62        | Het Spookslot                               | The Haunted Castle                                             | Johan, Pierewiet en de Smurfen moeten een geest van een kasteel helpen om zijn erfgenaam te vinden. | |
| 63        | De Smurfen op zee                           | Smurfs at sea                                                  | Grote Smurf vertelt over Droomsmurfs avonturen op zee. | Droom, Grote, Bril, Smul, Schilder, Klungel, Luilak, Piraten                                                                                         |
| 64        | De ene goede dienst is de andere waard      | One good smurf deserves another (dubbele aflevering)           | Klungelsmurf krijgt een kans om Knutselsmurf een wederdienst te bewijzen door hem te redden van een echt monster. | |
| 65        | De Blauwe Plaag                             | The blue plague                                                | Brilsmurf serveert een maaltijd die zijn medesmurfen in blauwe kippen verandert. | |
| 66        | Wie het laatst lacht...                     | The last laugh (dubbele aflevering)                            | Gargamels giechelglitter veroorzaakt onbedaarlijk lachen. | |
| 67        | De Raventovenaar                            | The raven wizard                                               | Een boze tovenaar ontvoert Sabrina om haar jeugd te stelen en Pierewiet moet haar redden. | |
| 68        | De Ring van Castillac                       | The ring of Castellac                                          | Johan, Pierewiet en de Smurfen moeten een verdoofde graaf naar zijn woonplaats terugbrengen. | |
| 69        | De hemel staat in smurf                     | The sky is smurfing! The sky is smurfing! (dubbele aflevering) | Bange Smurfs waarschuwing wordt pas serieus genomen als de vulkaan volop uitbarst. | |
| 70        | De afvallige smurf                          | Turncoat Smurf (dubbele aflevering)                            | Brilsmurf wordt als verrader gezien als hij Gargamel per ongeluk naar het dorp lokt. | |
| 71        | De Terugkomst van Speelsmurf                | The return of Clockwork smurf                                  | Als Robotsmurf uit wraak door Leopold wordt uitgeschakeld, is koning Gerard zo bedroefd dat hij niet meer kan regeren. Johan, Pierewiet en Knutselsmurf moeten redding brengen. | |
| 72        | De kleinste reus                            | The littlest giant                                             | Grote Smurf helpt een kleine weggelopen reus zijn familie terug te vinden. | |
| 73        | Oei, oei, Smurfen in de knoei               | Bubble, bubble, Smurf in trouble (dubbele aflevering)          | Bange Smurf leert dat zich verstoppen in een luchtbel geen oplossing is. | |
| 74        | Smurf van Winkel                            | Smurf Van Winkle (dubbele aflevering)                          | Luilak denkt dat hij 300 jaar geslapen heeft door een toneelspel van de andere Smurfen om hem een lesje te leren. | Luilak, Smurfin, Bril, Grote, Klungel, Gargamel, Azraël                                                                                              |
| 75        | De Prins van Schoonburg                     | The prince and the Peewit                                      | De hofnar en zijn koninklijke dubbelganger verwisselen van plaats. | |
| 76        | De Betoverde Baby                           | The enchanted baby                                             | Johan, Pierewiet en de Smurfen moeten een magische baby terug brengen naar zijn ouders. | |
| 77        | Klungel smurft de toekomst                  | Clumsy smurfs the future (dubbele aflevering)                  | Klungel vindt een glimmende steen die hem beelden uit de toekomst laat zien. | |
| 78        | De slaapwandelende Smurf                    | Sleepwalking Smurfs (dubbele aflevering)                       | Gargamel gebruikt een toverfluit van mevrouw Trilbil om de smurfen uit hun dorp te lokken. | |
| 79        | Smurf me geen bloemen                       | Smurf me no flowers (dubbele aflevering)                       | Luilak denkt dat hij nog maar enkele dagen te leven heeft, waardoor hij dingen gaat doen die hij nooit dacht ooit te zullen doen. | |
| 80        | De goeie, de kwaaie en de smurfse           | The good, the bad, and the smurfy                              | De tovenaar Mordain die de macht wil grijpen ontvoert Grote Smurf. | |
| 81        | Trollentruffels                             | A mere truffle                                                 | Speurder verliest zijn geheugen bij de jacht op truffels. | |
| 82        | Smurfendromen versmurft                     | The stuff dreams are smurfed of (dubbele aflevering)           | Gargamel gebruikt een magische droomkroon om de Smurfen te vangen. | |
| 83        | De vuile-trukendoos                         | The box of dirty tricks (dubbele aflevering)                   | Gargamel geeft de smurfen een gemene doos vol valse trucjes. | |
| 84        | Grote Smurfs huwelijksdag                   | Papa's wedding day                                             | Een charmante bosnimf weet in opdracht van heer Balthazar Grote Smurf zo ver te krijgen om met haar te trouwen. | |
| Sp.2      | Gelukkig smurffeest                         | The smurfs christmas special                                   | De Smurfen redden twee kinderen en hun opa als hun slee omvalt door toedoen van een slechte vreemdeling. | |
| 85        | Eind smurf, al smurf                        | All's smurf that ends smurfy                                   | Gargamel steelt het goed van de feeën, maar de feeën beschuldigen de Smurfen. | |
| Sp.3      | Mijn smurfse Valentijnsdag                  | My smurfy valentine                                            | Gargamel wordt verliefd op Chloorhydris als hij de wens van Smurfin aan Cupido onderschept voor een smurfige prins. | Smurfin, Hippe, Grote, Chloorhydris, Bril, Smul, Mopper, Amor, Gargamel, Azraël                                                                      |
| Seizoen 3 |                                             |                                                                | | |
| 86        | Eens met blauwe maan                        | Once in a blue moon                                            | Tijdens een nacht met een zeldzame blauwe maan wordt een babysmurf bezorgd in het dorp. Als de ooievaar enkele dagen later de baby weer wil ophalen, verbergt Mopper hem in het bos. Als de rechtmatige eigenaars van de baby zien hoeveel de smurfen van baby houden, mag Baby blijven bij de Smurfen.                               | Baby, Grote, Smurfin, Bril, Ooievaar, Mopper, Muziek, Kleermaker, Knutsel                                                                            |
| 87        | Eerbied voor alles wat leeft                | All creatures great and smurf (dubbele aflevering)             | Natuursmurf brengt het dorp in gevaar als hij de gewonde Azrael naar het dorp brengt. | Natuur, Azraël, Bril, Knutsel, Potige, Smurfin, Grote, Gargamel, Hippe, Schilder                                                                     |
| 88        | De Smurfenbrandweer                         | The Smurf fire brigade (dubbele aflevering)                    | Brand inspireert de Smurfen tot het instellen van de Smurfenbrandweer. | |
| 89        | De gevleugelde tovenaar                     | The winged wizard (dubbele aflevering)                         | Gargamel gebruikt de vliegende uitvindingen in zijn Toverboek om de smurfen te vangen om ze te laten zijn bij de tovenaarsconferentie. | Gargamel, Azraël, Grote, Smurfin, Smul, Bril |
| 90        | Ieder schilderij smurft een verhaal         | Every picture smurfs a story                                   | Een boosaardige artiest laat met een list Schildersmurf een portret maken om zichzelf te kunnen bevrijden uit een schilderij. | |
| 91        | De eerste telesmurf                         | The first telesmurf (dubbele aflevering)                       | Smurfmeloenstronken overwoekeren het dorp waardoor de Smurfen op afstand met elkaar kunnen praten en Gargamel het dorp kan vinden. | |
| 92        | De vlieger van Knutsel                      | Handy's kite (dubbele aflevering)                              | Knutsel wordt gevangen door Balthazar. | |
| 93        | De toveroorbellen                           | The magic earrings (dubbele aflevering)                        | Agatha krijgt, door zich in een schone dame te veranderen, Gargamel zo ver om haar een paar magische oorbellen te geven waarmee ze alles kan horen - ook Smurfen. | Agatha, Gargamel, Azraël, Smurfin, Grote, Muziek |
| 94        | De laatste smurfbei                         | The last smurfberry                                            | Gargamel zorgt ervoor dat de smurfbeien verdwijnen, waardoor de smurfen ver op zoek gaan naar nieuwe smurfbeien. | |
| 95        | Een beetje Smurfvertrouwen                  | A litte Smurf Confidence (dubbele aflevering)                  | Slappe wordt sterk door zijn eigen wilskracht als Grote Smurf "Ik kan het"-crème (in werkelijkheid smurfbeienjam) op zijn neus smeert. | Slappe, Potige, Knutsel, Smurfin, Bril, Grote |
| 96        | Agatha's hartje                             | Hogatha's heart throb (dubbele aflevering)                     | Gargamel maakt Agatha's smurfenfluitje afhandig door zich te vermommen als de tovenaar uit haar dromen. | |
| 97        | Het stinkei                                 | Born rotten' (dubbele aflevering)                              | De Smurfen bereiden het dorp voor op het feest van de vallende ster. Gargamel heeft een ei gestuurd met een stinkend beestje dat hem naar het dorp kan leiden. | |
| 98        | De traan van de Smurf                       | The tear of a Smurf (dubbele aflevering)                       | De lelijke oude Priscilla wordt weer mooi als de gevangen Lolsmurf en Moppersmurf een paar tranen afstaan en Azrael 3 snorharen. | Priscilla, Klungel, Lol, Mopper, Azraël, Smurfin, Grote, Gargamel                                                                                    |
| 99        | De wondersmurfer                            | The miracle smurfer                                            | Een charlatan misleidt de Smurfen om al hun bezittingen om te ruilen voor een wonderdrankje. | |
| 100       | De Smurf die koning wilde zijn              | The Smurf who would be king (dubbele aflevering)               | Droomsmurf wordt koning in het land van de Poekies waar hij zijn geheime wapen moet gebruiken tegen de Norf Nags. | Droom, Grote, Boeren, Kleermaker, Smurfin |
| 101       | Hoe Smurf je een Regenboog?                 | How to smurf a rainbow (dubbele aflevering)                    | Gargamel zoekt goud als de Smurfen een regenboog zonder geel maken. | |
| 102       | Een dagje Smurfin                           | Smurfette for a day (dubbele aflevering)                       | Potige verkleedt zich als Smurfin voor een trol. | Smurfin, Potige, Trol, Knutsel, Klungel, Baby, Grote, Boeren, Kleermaker                                                                             |
| 103       | Pierewiet en Bolle Gijs                     | Peewit meets Bigmouth (dubbele aflevering)                     | Pierewiet verandert per ongeluk een jonge prins in een kip, en dat terwijl Bolle Gijs trek heeft in kippensoep. | |
| 104       | De houthakkers                              | Lumbering smurfs (dubbele aflevering)                          | Het bos van Koning Gerard moet beschermd worden tegen gemene houthakkers. | Houthakkers, Grote, Potige, Bril, Knutsel, Smurfin, Potige, Koning Gerard                                                                            |
| 105       | Knutsel is verliefd                         | Handy's sweetheart                                             | Knutsel wordt verliefd op een zeemeermin genaamd Marina die hulp zoekt voor haar zieke vader. | |
| 106       | Een Smurfenliefde                           | Speak for yourself, Farmer Smurf (dubbele aflevering)          | Boerensmurf vermomt zich om Smurfin te veroveren. | |
| 107       | Een krot is geen huis                       | A hovel is not a home (dubbele aflevering)                     | Gargamel gebruikt het Groot Toverboek om een groter huis te verkrijgen. | |
| 108       | Vergeet-me-smurf                            | Forget me smurfs (dubbele aflevering)                          | Een te vroeg bloeiende lentebloem laat de Smurfen alles vergeten, terwijl de dam op springen staat. In deze aflevering spreekt Knutsel de onvergetelijke woorden: "wil weten? Wie eigenlijk? En wat moet-ie dan weten?" | Zieke, Bril, Smurfin, Grote, Knutsel, Moeder Natuur                                                                                                  |
| 109       | De Boze Bosdwerg                            | The grumpy gremlin (dubbele aflevering)                        | Een bosdwerg zoekt een nieuw huis als Pierewiet per ongeluk zijn boom omhakt. | |
| 110       | Het geluk is met de klungels                | Clumsy luck (dubbele aflevering)                               | Klungel, door Brillie aangeduid als ongelukssmurf, bewijst zijn geluk als hij een meteoor ontwijkt die op zijn huis valt. | |
| 111       | Waar een Smurf is, is een wil               | Willpower Smurfs (dubbele aflevering)                          | Lolsmurf test de zelfbeheersing van de andere smurfen en later die van Gargamel als hij Muzieksmurf gevangenneemt. | Lol, Smul, Muziek, Mopper, Hippe, Grote, Gargamel, Azraël                                                                                            |
| 112       | Babysmurf is weg                            | Babysmurf is missing (dubbele aflevering)                      | Gemene stropers nemen Babysmurf gevangen in de veronderstelling dat hij een kabouter is met een schat. | |
| 113       | De tijdcapsule                              | The Smurfs' time capsule                                       | Een druïde ontsnapt aan een boom en vraagt hulp aan Grote Smurf als zijn maanstenen amulet is gestolen. | |
| 114       | Gargamel stapt in het huwelijksbootje       | Wedding bells for Gargamel (dubbele aflevering)                | Gargamel wil trouwen met een mooie prinses om een kaart naar het Smurfendorp te bemachtigen. | |
| 115       | Hoe smurf je een dief?                      | To smurf a thief (dubbele aflevering)                          | Grote Smurf helpt Omnibus om de naam te zuiveren van een jongen die vals beschuldigd wordt van diefstal. | |
| 116       | Smul lust er wel pap van                    | Greedy and the porridge pot (dubbele aflevering)               | Smulsmurf krijgt een toverketel vol met pap die het dorp laat onderstromen als Brillie zich ermee bemoeit. | Smul, Bril, Grote, Klungel, Baby, Schilder, Potige, Smurfin                                                                                          |
| 117       | Muzieksmurf steelt de show                  | Harmony steels the show (dubbele aflevering)                   | Grote Smurf moet pleiten op een geestenrechtbank om de "schrijver" van de symfonie van Muzieksmurf te ontmaskeren. | |
| 118       | De Gouden Smurfenprijs                      | The golden Smurf award                                         | Agatha verandert zichzelf in een trofee om Smurfen te vangen voor haar schoonheidsdrankje. | |
| 119       | De Goede Tandenfee                          | The moor's baby                                                | De Smurfen moeten een rekenprobleem oplossen om de tandenfee te bevrijden en de pijn van Babysmurf en een moerasbaby te verzachten bij wie de eerste tandjes doorkomen. | |
| 120       | Een potig hart                              | Hefty's heart (dubbele aflevering)                             | Potige moet diep in zijn hart kijken om zichzelf te genezen van de gele haatziekte. | |
| 121       | Een knuffel voor Mopper                     | A hug for Grouchy (dubbele aflevering)                         | Mopper helpt een elf dapper aan Chloorhydris' betovering te ontsnappen. | Mopper, Chloorhydris, Grote, Bril, Schilder, Smurfin, Potige, Klungel, Muziek                                                                        |
| 122       | De toverrammelaar                           | The magic rattle (dubbele aflevering)                          | Baby vindt een toverrammelaar die een boze fee ook wil hebben. | Baby, Klungel, Bril, Smul, Grote, Schilder |
| 123       | Een Smurfig Allerheiligen                   | All hallows' eve                                               | Luilaksmurf is per ongeluk rood geworden door Moeder Natuurs toverstok op Lolsmurfs verjaardag. | Luilak, Gargamel, Agatha, Azraël, Lol, Smurfin, Grote, Bril, Potige, Moeder Natuur, Vader Tijd                                                       |
| 124       | De kleine heks                              | The littlest witch (dubbele aflevering)                        | De Smurfen leren een jonge heks wat goed is, tegen de wil van haar slechte lerares op de heksenschool. | |
| 125       | 1 aprilsmurf                                | April Smurf day (dubbele aflevering)                           | Gargamel vermomt zichzelf als Smurfbeienstruik op 1 april. | |
| 126       | De toverstok                                | The magic stick (dubbele aflevering)                           | Grote Smurf grijpt naast zijn toverstok als Bolle Gijs alle smurfbeienstruiken opvreet. | |
| 127       | Baby's eerste Kerstmis                      | Baby's first christmas                                         | Chloorydris vergiftigt het hart van de kerstman met haat door hem onder de maretak te kussen en alleen babysmurf kan hem op tijd van deze haat genezen om de cadeautjes te brengen. | De Kerstman, Baby, Chloorhydris, Grote, Bril, Schilder, Mopper, Smurfin, Lol                                                                         |
| 128       | Schoonheid is maar één Smurf hoog           | Beauty is only Smurf deep (dubbele aflevering)                 | Periwinkel, de elf die perfect wil zijn, vindt een gelijkgestemde ziel in Hippe Smurf. | Periwinkel, Hippe, Grote, Potige, Smurfin, Bril, Schilder, Baby                                                                                      |
| 129       | Een Wolf in Pierewiets kleren               | Wolf in Peewit's clothing (dubbele aflevering)                 | Een boze tovenaar verandert Pierewiet in een weerwolf om smurfen te vangen voor smurfenzweet. | |
| 130       | Wie bindt de kat de bel aan?                | A bell for Azrael (dubbele aflevering)                         | Brillies briljante idee om een bel aan de staart van Azrael te binden pakt slecht uit als Gargamel de bel betovert om smurfen te vinden. | |
| 131       | De Breinsmurf                               | The chief record Smurf (dubbele aflevering)                    | Een ongeluk in het lab van Grote Smurf lab geeft Klungel een perfect geheugen, maar Gargamel wist het met zijn bubbelbad. | |
| 132       | Smurfen in gebarentaal                      | Smurfing in sign language (dubbele aflevering)                 | Laconia de stomme bos-elf leert Dichtersmurf die door toverkracht van Gargamel niet kan praten de wonderen van gebarentaal. | |
| 133       | De appel valt niet ver van de smurf         | A chip off the old Smurf (dubbele aflevering)                  | Iedereen denkt aan de toekomst van Babysmurf als een sprinkhanenplaag het dorp bedreigt. | Smurfin, Baby, Schilder, Grote, Klungel, Bril, Dichter, Knutsel, Muziek, Gargamel, Azraël                                                            |
| 134       | Vaderdag kado                               | A gift for Papa's day (dubbele aflevering)                     | Grote Smurf probeert van zijn vaderdagcadeau -een potsierlijke hoed - af te komen. | Grote, Smul, Bril, Smurfin, Schilder, Knutsel, Hippe, Gargamel, Azraël                                                                               |
| 135       | Beter een goede Buursmurf dan...            | Good neighbor smurf (dubbele aflevering)                       | Brilsmurf, per ongeluk dakloos geworden, blijkt zich niet aan de regels van zijn gastheer te willen houden. | |
| 136       | Op zoek naar de Smurfensteen                | The Smurfstone quest (dubbele aflevering)                      | Knutsel, Potige en Luilak zoeken samen een kristal met genezende kracht. | Knutsel, Potige, Luilak, Grote, Smurfin, Schilder |
| 137       | Mutsje af voor de Smurfen                   | Hats off to the Smurfs (dubbele aflevering)                    | Hippe vindt een nieuwe muts die zijn gezicht onder invloed van water vreselijk misvormt. | |
| 138       | Het edele hert                              | The noble stag                                                 | Malcolm de gemene heeft koning Gerard in een zwart hert veranderd. | |
| 139       | Smurfige weiden                             | Smurfy acres (dubbele aflevering)                              | Gargamel lokt de Smurfen in een prachtig nieuw smurfendorp met behulp van zijn Groot Toverboek. | |
| Sp.4      | Ja, ik wil                                  | Smurfily ever after                                            | Smurfin denkt over met wie ze ooit zal trouwen terwijl de Smurfen helpen het trouwfeest van Laconia en Woody voor te bereiden. | |
| Sp.5      | De Smurfische Spelen                        | The smurfic games                                              | De Smurfen organiseren een wedstrijd tussen de twee helften van het dorp om een ruzie te beslechten, maar Klungels medaille veroorzaakt een aardbeving. | Klungel, Potige, Knutsel, Grote, Baby, Gargamel, Azraël, Smurfin, Smul, Hippe, Kleermaker, Muziek, Lol                                               |
| 140       | Geen tijd voor Smurfen                      | No time for Smurfs (dubbele aflevering)                        | Enkele Smurfen stoppen de tijd als ze per ongeluk de zandloper breken van Vader Tijd. | Klungel, Smurfin, Bril, Knutsel, Grote, Vader Tijd, Moeder Natuur                                                                                    |
| Seizoen 4 |                                             |                                                                | | |
| 141       | Zo wijs als een baard                       | Symbols of wisdom (dubbele aflevering)                         | Brillie en Gargamel laten met toverkracht hun baard groeien om respect af te dwingen. | Bril, Gargamel, Grote, Smurfin, Natuur, Kapper, Knutsel, Schilder, Azraël                                                                            |
| 142       | De overstroming                             | Blue eyes returns (dubbele aflevering)                         | Smurfins vriend het oranje vliegende paard komt haar helpen als Gargamel het bos laat overstromen met magische bonen. | |
| 143       | Het Geheim van de Wensput                   | The secret of the village well (dubbele aflevering)            | Iedereen wil weten wat de geheime wens is van Klungel. | Klungel, Smurfin, Bril, Potige, Lol, Mopper, Kranten, Grote, Gargamel, Azraël                                                                        |
| 144       | Stop en Smurf de Rozen                      | Stop and Smurf the roses (dubbele aflevering)                  | Chloorhydris ontvoert Laconia en probeert haar te doden door alle bloemen te laten sterven. | |
| 145       | De Gemberkoek Smurfen                       | Gingerbread smurfs (dubbele aflevering)                        | Brillie verliest van Smulsmurf in een bakwedstrijd als zijn magische gemberkoeksmurfen tot leven komen en het dorp terroriseren. | Bril, Klungel, Smul, Lol, Smurfin, Hippe, Schilder, Grote                                                                                            |
| 146       | De Schaduw van Lolsmurf                     | Jokey's shadow (dubbele aflevering)                            | Lolsmurfs schaduw gaat een eigen gemeen leven leiden. | Lol, Lols schaduw, Grote, Bril, Knutsel, Smurfin, Kleermaker, Moeder Natuur                                                                          |
| 147       | Het grapjesbot van Lolsmurf                 | Jokey's funny bone (dubbele aflevering)                        | Lolsmurf krijgt meer aandacht dan hij verdient als hij zegt dat hij zijn grapjesbot heeft gebroken. | Lol, Hippe, Bril, Smurfin, Klungel, Potige, Grote |
| 148       | Tik Tak Smurfen                             | Tick tock smurfs (dubbele aflevering)                          | Brillie bedenkt een (te) strak tijdschema om de Smurfen efficiënter te laten leven. | |
| 149       | De Meestersmurf                             | The master Smurf                                               | Een magische kroon verandert Smulsmurf in een bewustzijnscontrolerende tiran en Grote Smurf moet de andere kroon vinden om Lolsmurf zijn kroon af te laten zetten. | |
| 150       | De tovernaald van de Kleermaker             | Tailor's magic needle (dubbele aflevering)                     | Brillie maakt Kleermaker overbodig door een tovernaald, maar die prikt veel meer dan de bedoeling is. | Kleermaker, Bril, Smurfin, Knutsel, Klungel, Lol, Mopper, Baby, Grote                                                                                |
| 151       | De Chinese Reiziger                         | The traveler (dubbele aflevering)                              | Een mysterieuze reiziger uit het oosten komt de woede van een magische draak kalmeren. | |
| 152       | Een dier voor Babysmurf                     | A pet for Baby Smurf (dubbele aflevering)                      | Babysmurfs gloeiend gnoompje vormt een groot gevaar. | |
| 153       | De Ongelofelijke Krimpende Tovenaar         | The incredible shrinking wizard                                | Een vervuilde modderpoel laat Gargamel krimpen en alleen een goede daad kan hem weer normaal maken. | |
| 154       | Een licht ontbijt van Smulsmurf             | Breakfast at Greedy's (dubbele aflevering)                     | Superlichte pannenkoeken laten de Smurfen zweven. | Smul, Baby, Klungel, Luilak, Schilder, Hippe, Smurfin, Lol, Bril, Gargamel, Azraël, Gargamels moeder                                                 |
| 155       | Het mistmoeras                              | The secret of shadow swamp (dubbele aflevering)                | Mopper ontsnapt aan zijn verjaardagsfeest met een moerastrol. | Mopper, Knutsel, Grote, Smurfin, Natuur, Engel, Duivel                                                                                               |
| 156       | De Trojaanse Smurf                          | The Trojan Smurf (dubbele aflevering)                          | Gargamel verbergt zich in een groot hol standbeeld van Grote Smurf in de hoop dat de Smurfen hem meenemen naar het dorp. | Gargamel, Azraël, Potige, Bril, Flinke, Knutsel, Klungel, Grote                                                                                      |
| 157       | Smurf je andere wang                        | Smurf the other cheek (dubbele aflevering)                     | Een vlek verhuist van neus tot neus en degene die de ander schopt krijgt hem. | Potige, Knutsel, Engel, Duivel, Grote, Bril, Muziek, Baby, Lol, Hippe                                                                                |
| 158       | Het Smurfencarnaval                         | A float full of Smurfs (dubbele aflevering)                    | Gargamel en Azraël vermommen zich als konijnen voor het Smurfencarnaval. | Gargamel, Azraël, Kleermaker, Bril, Mopper, Schilder, Smurfin, Grote, Knutsel                                                                        |
| 159       | Snoep verstandig                            | Smurfette's sweet tooth (dubbele aflevering)                   | Smurfins onbedwingbare wens naar snoep laat alles wat ze aanraakt in snoep veranderen. | Smurfin, Smul, Bril, Lol, Schilder, Engel, Duivel, Grote, Knutsel, Gargamel, Azraël                                                                  |
| 160       | Even afkloppen                              | Smurf on wood                                                  | Gargamel koopt van Esmeralda op de markt een pad, die volgens haar wensen kan vervullen. | |
| 161       | Smurfomatische Smurfolator                  | The Smurfomatic Smurfolator (dubbele aflevering)               | Knutsel bouwt de gigantische grasmaaier uit zijn dromen en deze komt achteraf goed van pas tegen Gargamels superonkruid. | Knutsel, Bril, Smurfin, Schilder, Hippe, Grote, Luilak, Boeren, Potige, Smul, Gargamel, Azraël                                                       |
| 162       | De Versteende Smurfen                       | Petrified Smurfs (dubbele aflevering)                          | Pierewiet moet Selwyn en Tallulah zo ver krijgen om de toverspreuk ongedaan te maken die het halve bos, inclusief de Smurfen, in steen heeft veranderd. | Bril, Grote, Potige, Klungel, Pierewiet, Selwyn, Tallulah                                                                                            |
| 163       | Zorgen, zorgen, zorgen                      | Papa's worry warts (dubbele aflevering)                        | Grote Smurf kan niets meer besluiten door de zorgwratten die hij heeft gekregen maar een klein wratloos wrattenmonster brengt uitkomst. | Grote, Wrattenmonsters, Koning Blaaskaak, Bril, Klungel                                                                                              |
| 164       | 'Slaap, Smurfje, Slaap                      | Lazy's slumber party (dubbele aflevering)                      | De Smurfen bezorgen Luilak een slapeloze nacht die hij het liefst zou vergeten. | Luilak, Bril, Hippe, Muziek, Kleermaker, Smurfin, Smul, Schilder, Stoere, Bolle Gijs, Bolle Greet                                                    |
| 165       | De wilgekat-elfen                           | The pussywillow pixies                                         | Een eenzame elf bevrijdt samen met een verdwaalde smurf haar mede-elfjes die door de wrattenmonsters zijn gevangen. | |
| 166       | Wie zijn neus schendt                       | The bignose dilemma (dubbele aflevering)                       | Bolle Greet, Gargamel en Hippe Smurf willen allemaal een andere neus en dat gebeurt. | Bolle Greet, Hippe, Gargamel, Bolle Gijs, Azraël, Grote, Bril, Schilder, Smurfin                                                                     |
| 167       | Smurfmobiel heeft toekomst                  | The smurfbox derby (dubbele aflevering)                        | Een race met auto's pakt slecht uit door Gargamel. | Knutsel, Grote, Bril, Hippe, Smurfin, Droom, Boeren, Potige, Luilak, Stoere, Gargamel, Azraël, Bolle Gijs                                            |
| 168       | Een circus voor Babysmurf                   | A circus for Baby                                              | Potige komt van zijn hoogtevrees af met behulp van een olifant als hij Babysmurf redt. | |
| 169       | Babysmurf bij de Wrattenmonsters            | Babies in wartland (dubbele aflevering)                        | Babysmurf komt terecht bij Koning Blaaskaak, de koning van de Wrattenmonsters. | |
| 170       | Het Smurfen Café                            | The Smurf-walk café (dubbele aflevering)                       | Knutsel en Smul krijgen ruzie over wie nu het per ongeluk ontdekte Smurfbeienroom heeft uitgevonden. | Smul, Knutsel, Bril, Grote, Smurfin, Klungel, Potige, Baby, Gargamel, Azraël                                                                         |
| 171       | De smurfigste aller vrienden                | The smurfiest of all friends (dubbele aflevering)              | Brillie leert zijn vriendschap met Klungel waarderen als Klungel hem helpt te ontsnappen van en ondankbare bewonderaar. | Bril, Klungel, Grote, Baby, Azraël |
| 172       | Smurf niet uit tot morgen                   | Never smurf off 'til tomorrow (dubbele aflevering)             | Knutsel beschuldigt Luilak van het niet meehelpen met werken aan de windmolen, maar als een orkaan hen en andere Smurfen compleet me windmolen meevoert, weet Knutsel zich onmisbaar te maken. | |
| 173       | Bolle Gijs Smurf                            | Bigmouth Smurf (dubbele aflevering)                            | Gargamel verandert Bolle Gijs in een reusachtige Smurf, maar dit pakt slecht uit voor Gargamel, niet Bolle Gijs! | Bolle Gijs, Bril, Klungel, Grote, Smurfin, Kleermaker, Mijnwerker, Lol                                                                               |
| 174       | Baby's toverluier                           | Baby's enchanted didey (dubbele aflevering)                    | Een fragment van Gargamels toverstaf wordt een vliegende luier voor Baby. | |
| 175       | Het mannetje van de maan                    | The man in the moon (dubbele aflevering)                       | De Smurfen overtuigen het mannetje van de maan van zijn belangrijkheid als hij vakantie neemt. | |
| 176       | De lokken van Smurfin                       | Smurfette's golden tresses (dubbele aflevering)                | Agatha wil mooi haar net als Smurfin, dus dwingt ze Smurfin om haar haar af te knippen. | Smurfin, Agatha, Kapper, Grote, Potige |
| 177       | De hele Smurf en niets dan de Smurf         | The whole smurf and nothing but the smurf (dubbele aflevering) | Smurfins kunst om te kletsen laat de boel in het honderd lopen als Gargamel haar betovert met een leugendrankje. | |
| 178       | Gargamels reus                              | Gargamel's giant (dubbele aflevering)                          | Gargamel creëert een reus om Smurfen te vangen, maar bij gebrek enkele zure meikersen gebruikt hij smurfbeien om de reus tot leven te wekken. | |
| 179       | Het kristallen keizerrijk                   | The patchwork bear (dubbele aflevering)                        | De Smurfen helpen een teddybeer aan moed om zijn gevangen prinses te redden. | |
| 180       | Potige en de Smurfstoel                     | Hefty and the wheelsmurfer (dubbele aflevering)                | Potige wint met behulp van Baby zijn zelfrespect terug als hij invalide raakt en gaat Knutsels rolstoel gebruiken. | Potige, Knutsel, Schilder, Grote, Bril, Smul, Klungel, Lol, Mopper, Baby, Muziek, Gargamel, Azraël, Smurfblepper                                     |
| 181       | De Huppelhoestsmurfen                       | Hopping cough smurfs                                           | De Smurfen moeten zichzelf genezen van de hobbelhoest. | |
| 182       | Het oranje paardje met de gouden hoefijzers | The little orange horse with the gold shoes                    | Smurfin raakt bevriend met een vliegend paardje dat zijn hoefijzer is verloren bij het van de regenboog naar beneden glijden. | |
| 183       | De Monstersmurfen                           | Monster smurfs (dubbele aflevering)                            | Iedereen moet zich verkleden als monster, maar Brillie misbruikt toverkracht om iedereen in echte monsters te veranderen. Smurfin sluit vriendschap met een monsterlijke boomstronk. | |
| 184       | De familie Modder                           | The bad place (dubbele aflevering)                             | Moddermonsters landen met hun kapotte ruimteschip in het dorp, maar veroorzaken veel ellende. Babysmurf leert iedereen een waardevolle les. | Modders, Grote, Smurfin, Bril, Baby, Mijnwerker, Hippe                                                                                               |
| 185       | De spokensmurfers                           | Smurfing for ghosts (dubbele aflevering)                       | In de buurt van het Kibbelkasteel spookt het. Pierewiet vraagt Brillie en Klungel als spokenjagers. | |
| 186       | Het draakje van het Kibbelkasteel           | The gargoyle of quarrel castle (dubbele aflevering)            | Het draakje, huisdier van Selwyn en Tallulah, vindt vrienden in het smurfendorp maar laat per ongeluk een driekoppige hydra ontsnappen. | |
| 187       | Vermenigsmurfiging                          | Smurfiplication (dubbele aflevering)                           | Gargamel gebruikt zijn vermenigvuldigingsmachine op Brillie om 6 smurfen te maken voor goud, maar ze zijn alle 6 even irritant. | |
| 188       | Gargamels toekomst                          | Gargamel's misfortune (dubbele aflevering)                     | Rondreizende charlatans redden Smurfin en Droomsmurf van Gargamel, die hen heeft opgelicht met beschilderde rotsen. | |
| Seizoen 5 |                                             |                                                                | | |
| 189       | Smurf kleef aan                             | Stuck on smurfs (dubbele aflevering)                           | Gargamel zorgt dat de Smurfen aan elkaar blijven zitten, maar dat samenzijn blijkt helemaal niet zo goed. | |
| 190       | Puppy                                       | Puppy (dubbele aflevering)                                     | Het bijzondere hondje Puppie van Omnibus komt in het dorp met een toveramulet. | Puppie, Sassette, Driftige, Natuur, Rustige, Grote, Omnibus, Gargamel, Balthazar, Azraël, Bril, Knutsel, Potige, Baby                                |
| 191       | Grote Smurfs vrije dag                      | Papa's day off (dubbele aflevering)                            | Omnibus laat Grote Smurf zien hoe zijn Smurfen een noodgeval zonder zijn hulp zouden aanpakken. | Grote, Boeren, Bolle Gijs, Bril, Omnibus, Sassette, Driftige, Rustige, Natuur, Smul, Knutsel, Smurfin                                                |
| 192       | De Kleutersmurfen                           | The Smurflings (dubbele aflevering)                            | Natuursmurf, Driftige en Rustige krijgen een tweede jeugd met behulp van Vader Tijd. | Driftige, Natuur, Rustige, Bril, Grote, Knutsel, Potige, Vader Tijd, Kleermaker, Klungel                                                             |
| 193       | Wie het laatst smurft...                    | He who smurfs last                                             | Chloorhydris zorgt ervoor dat alle smurfen hun gevoel voor humor verliezen, behalve Grote Smurf en Babysmurf. | Lol, Potige, Smurfin, Chloorhydris, Grote, Baby, Mopper, Klungel                                                                                     |
| 194       | Baby's eerste woordje                       | Baby's first word                                              | Iedereen wacht op Baby's eerste woord, maar Gargamel ontvoert hem. | |
| 195       | De Gemaskerde Taartensmurfer                | The Masked Pie Smurfer (dubbele aflevering)                    | Lolsmurf gooit taarten in ruil voor wat smurfbeien, en vooral Brillie is de klos. | Lol (Gemaskerde Taartensmurfer), Bril, Klungel, Smurfin, Grote, Hippe                                                                                |
| 196       | Sassette                                    | Sassette                                                       | Smurfin is bedroefd dat zij de enige vrouw is in het dorp, waarop de Smurfjes Sassette creëren. Gargamel heeft een snood plan. | |
| 197       | Wie zorgt er voor Puppie?                   | Papa's Puppy's prescription (dubbele aflevering)               | Gargamel verandert Puppie in een kat als straf voor het breken van zijn doorkijkbril. Grote Smurf roept de hulp in van Omnibus. | |
| 198       | Dichter heeft schrijverskramp               | Poet's writer's block (dubbele aflevering)                     | Dichtersmurf moet een gedicht schrijven voor een prinses. | Dichter, Bril, Hippe, Sassette, Grote |
| 199       | Grappig is niet altijd leuk                 | Smurf a mile in my shoes                                       | Lolsmurf leert een les in nederigheid als hij een geplaagde zandtrol moet helpen. | |
| 200       | Droomsmurf droomt zich af                   | Dreamy's pen pals (dubbele aflevering)                         | Droomsmurf beseft dat de Swoofs niet echt zijn als een echt buitenaards wezen hem bezoekt. | Droom, Swoofs, Grote, Bril, Hippe, Knutsel, Schilder, Klungel, Gargamel, Azraël                                                                      |
| 201       | Het vliegende bed van Grote Smurf           | Papa's flying bed (dubbele aflevering)                         | Gargamel betovert Grote Smurfs nieuwe bed. | Grote, Bril, Klungel, Baby, Gargamel, Azraël, Schilder, Smurfin                                                                                      |
| 202       | De modderworstelaars                        | Mud wrestling smurfs (dubbele aflevering)                      | Klungel moet vechten met de Wrattenmonsters. | Klungel, Potige, Sassette, Grote, Smurfin, Wrattenmonsters                                                                                           |
| 203       | De zandheks                                 | The sand witch (dubbele aflevering)                            | Een eenzame heks leert haar vriendschap met een zeemonster waarderen als hij met Babysmurf op de proppen komt. | Zandheks, Dino van de Zandheks, Baby, Grote, Bril, Sassette, Natuur, Rustige, Driftige                                                               |
| 204       | Een wandeling met Smurfin                   | Kow-tow, we won't bow                                          | Smurfin ontsnapt aan de wrattenmonsters met hulp van Puppie. | Sassette, Driftige, Natuur, Rustige, Puppie, Smurfin, Wrattenmonsters                                                                                |
| 205       | De vriend van Bolle Gijs                    | Bigmouth's friend (dubbele aflevering)                         | Bolle Gijs helpt zijn nieuwe vriend Robotsmurf als Gargamel en Balhazar het kasteel van koning Gerard aanvallen met een reusachtige robot. | Robot, Bolle Gijs, Gargamel, Balthazar, Koning Gerard, Grote, Sassette, Driftige, Natuur, Rustige                                                    |
| 206       | Cowboy Smurf                                | Wild and wooly (dubbele aflevering)                            | Cowboy en de Smurfjes helpen een schaapskudde in ruil voor wol. | Cowboy, Sassette, Rustige, Natuur, Driftige, Grote                                                                                                   |
| 207       | Het Monster van Smurf-Ness                  | The dark-ness monster                                          | Als Brillie zijn bril verliest moet hij op Klungel vertrouwen. | |
| 208       | Mopper de winnaar                           | The grouchiest game in town (dubbele aflevering)               | Mopper speelt tegen de Spelleider met de Smurfen als pionnen. | |
| 209       | Koningin Smurfin                            | Queen Smurfette (dubbele aflevering)                           | De dag dat Smurfin koningin mag zijn duurt veel te lang als Vader Tijd vergeet de zon onder te laten gaan. | |
| 210       | Marco en de peperpiraten                    | Marco Smurf and the pepper pirates                             | Een dappere zeevaardersmurf komt in aanvaring met peperpiraten. | Marco, Droom, Grote, Knutsel, Potige, Bril, Smurfin, Puppie, Driftige, Sassette, Natuur, Rustige                                                     |
| 211       | Bolle Gijs leert manieren                   | Educating Bigmouth (dubbele aflevering)                        | De Smurfen helpen Bolle Gijs om het hart te winnen van Bolle Greet. | Bolle Gijs, Bolle Greet, Bril, Hippe, Grote, Dichter, Smurfin, Sassette, Natuur                                                                      |
| 212       | Brilsmurf, vriend van alle dieren           | Brainy Smurf, friend to all the animals (dubbele aflevering)   | Brillie wil een voorbeeld zijn voor Natuursmurf. | |
| 213       | De Komeet komt eraan!                       | The comet is coming                                            | Een verscheurd berichtje van Grote Smurf laat iedereen denken dat de wereld vergaat door een aanstormende komeet. | |
| 214       | Smurfen (on)geluk                           | Happy unhappiness day to you (dubbele aflevering)              | Gargamel zoekt de smurfen met een gelukszoeker op de dag dat de smurfen niet gelukkig mogen zijn om op andere dagen geluk meer te waarderen. | |
| 215       | Groenten zijn gezond                        | The great slime crop failure (dubbele aflevering)              | De Wrattenmonsters ontvoeren Boerensmurf en de kleuters voor hulp bij het herstellen van hun slijmgewassen. | |
| 216       | Het fotoboek van Grote Smurf                | Papa's family album                                            | Grote Smurf haalt herinneringen op aan zijn eerste avonturen met de smurfjes. | Grote, Bril, Sassette, Natuur, Driftige, Rustige, Potige, Knutsel, Gargamel, Azraël, Moeder Natuur                                                   |
| 217       | Smurfen houden van Smurfen                  | Love those Smurfs (dubbele aflevering)                         | Chloorhydris betovert de Smurfen zodanig dat ze alleen van zichzelf houden. | |
| 218       | Muiterij op de Smurf                        | Mutiny on the smurf (dubbele aflevering)                       | De Smurfjes bewijzen dat ze een goede bemanning zijn op de S.S. Smurf als Brillie en enkele anderen van boord gaan om andere smurfen te redden van een boosaardige muziekkoning. | |
| 219       | Dingen die 's nachts Smurf doen             | Things that go smurf in the night (dubbele aflevering)         | Driftige moet de nacht doorbrengen zonder zijn teddybeer. | Driftige, Grote, Gargamel, Sassette, Natuur, Rustige, Knutsel, Potige, Puppie, Lol, Baby                                                             |
| 220       | Smurf Alarm                                 | Alarming smurfs (dubbele aflevering)                           | Niet minder dan 9000 alarmtoestellen houden de Smurfen en Gargamel uit hun slaap als de Smurfjes het dorp hebben verlaten. | Sassette, Rustige, Driftige, Natuur, Bril, Grote, Klungel, Gargamel, Azraël                                                                          |
| 221       | De Smurfin-roos                             | Smurfette's rose (dubbele aflevering)                          | Smurfins wens een blauwe roos te zien laat haar ruiken als een roos. | Smurfin, Moeder Natuur, Grote, Hippe, Knutsel, Baby, Sassette, Driftige, Rustige, Natuur, Engel, Duivel                                              |
| 222       | De mister Smurf verkiezing                  | The mr. Smurf contest (dubbele aflevering)                     | Gargamel verandert zich in een Smurf om de escort van Smurfin te zijn bij een danswedstrijd. | Smurfin, Sassette, Grote, Potige, Gargamel (verandert in Neussmurf), Azraël, Klungel, Driftige                                                       |
| 223       | Knutsel, de uitvinder                       | Have you smurfed your pet today? (dubbele aflevering)          | De Smurfjes verzaken hun plicht Puppie eten te geven als ze opgaan in Knutsels uitvinding de jojo, waardoor Puppie in de handen valt van Gargamel. | |
| 224       | De geluidsmuur                              | Unsound Smurfs (dubbele aflevering)                            | De Smurfjes en Baby zoeken naar een geluid om de magische barrière rond het dorp willen verbreken. | |
| 225       | Werken, werken alsmaar door                 | All work and no smurf (dubbele aflevering)                     | Brillie laat de Smurfen op hun vrije dag besteed aan de Smurfjes veel te hard werken, met vreemde effecten. | Sassette, Driftige, Natuur, Rustige, Bril, Smurfin, Kleermaker, Smul, Knutsel, Grote, Baby, Mijnwerker, Hippe, Luilak                                |
| 226       | De tijdreis van Gargamel                    | Gargamel's time trip (dubbele aflevering)                      | Gargamel steelt de magische zandloper van Vader Tijd om terug te gaan in de tijd om de Smurfen te vernietigen. | Gargamel, Azraël, Sassette, Driftige, Rustige, Natuur, Grote, Bril, Smurf, Hippe, Vader Tijd                                                         |
| 227       | Ze smurfen ons lied                         | They're smurfing our song (dubbele aflevering)                 | Gargamel betovert de panfluit van de elf Woody om een boosaardig liedje te laten horen, maar Zazette brengt de vrolijke liedjes terug door haar liefde te uiten voor haar maker Gargamel. | Laconia, Woody, Gargamel, Azraël, Bril, Sassette, Grote                                                                                              |
| 228       | Brillies wijze feest                        | Brainy's smarty party (dubbele aflevering)                     | De Smurfjes organiseren hun eigen buitenstaandersfeest als ze niet welkom zijn op Brillies Wijze Feest. | Bril, Sassette, Driftige, Rustige, Natuur, Puppy, Lol, Hippe, Grote, Klungel, Smul                                                                   |
| Seizoen 6 |                                             |                                                                | | |
| 229       | De Smurfgraal Deel I                        | Smurfquest (1)                                                 | Opasmurf keert terug naar het smurfendorp van een reis rond de wereld die 500 jaar heeft geduurd om de macht van de steen van lang leven terug te brengen. | Opa, Grote, Knutsel, Smul, Potige, Bril, Smurfin, Baby, Mijnwerker, Schilder, Gargamel, Azraël                                                       |
| 230       | De Smurfgraal Deel II                       | Smurfquest (2)                                                 | Opasmurf keert terug naar het smurfendorp van een reis rond de wereld die 500 jaar heeft geduurd om de macht van de steen van lang leven terug te brengen. | Opa, Grote, Knutsel, Smul, Potige, Bril, Smurfin, Baby, Mijnwerker, Schilder, Gargamel, Azraël                                                       |
| 231       | De Smurfgraal Deel III                      | Smurfquest (3)                                                 | Opasmurf keert terug naar het smurfendorp van een reis rond de wereld die 500 jaar heeft geduurd om de macht van de steen van lang leven terug te brengen. | Opa, Grote, Knutsel, Smul, Potige, Bril, Smurfin, Baby, Mijnwerker, Schilder, Gargamel, Azraël                                                       |
| 232       | De Smurfgraal Deel IV                       | Smurfquest (4)                                                 | Opasmurf keert terug naar het smurfendorp van een reis rond de wereld die 500 jaar heeft geduurd om de macht van de steen van lang leven terug te brengen. | Opa, Grote, Knutsel, Smul, Potige, Bril, Smurfin, Baby, Mijnwerker, Schilder, Gargamel, Azraël                                                       |
| 233       | Gargamels nieuwe baan                       | Gargamel's new job                                             | Als de Smurfen prins Theodoor bezoeken doet Gargamel zich voor als zijn tovenaar. | Gargamel, Greintje, Prins Theodoor, Grote, Bril, Smurfin, Azraël, Sassette, Driftige, Natuur, Rustige, Potige, Klungel, Dichter, Schilder, Luilak    |
| 234       | Mopper gaat zwemmen                         | Grouchy makes a splash (dubbele aflevering)                    | Mopper leert zwemmen als hij ziet dat Babysmurf ontvoerd wordt door Gargamel in een duikpak. | |
| 235       | Geen Smurf staat alleen                     | No Smurf is an island (dubbele aflevering)                     | Knutsel maakt een duikboot zodat hij Marina de zeemeermin kan bezoeken. | |
| 236       | Don Smurfo                                  | Don Smurfo (dubbele aflevering)                                | Lolsmurf verkleedt zich als de held van Smurfin uit het verhalenboek, maar dat brengt hem wel in gevaar als hij zich moet bewijzen tegenover Azrael. | |
| 237       | De prins en de kikker                       | The prince and the hopper                                      | Smurfin wordt verliefd op een betoverde prins. | |
| 238       | Smurfins cadeau                             | Smurfette's gift (dubbele aflevering)                          | Smurfin wil altijd op voorhand weten wat ze voor haar verjaardag krijgt, maar ze komt in de problemen als de smurfen het in een door een gemene kobold bewoonde grot verstoppen. | |
| 239       | De populairste Smurf                        | The most popular Smurf (dubbele aflevering)                    | Greintje betovert Lolsmurf zodat zijn verrassingen echte cadeaus bevatten. | |
| 240       | De verloren smurf                           |                                                                | Een schoonheidsregime, aanbevolen door een gemene elf, verandert Hippe in een blauw Wrattenmonster. | |
| 241       | De laatste Pierelier                        | The last whippoorwill (dubbele aflevering)                     | De Smurfen moeten het ei van de laatste pierelier redden voor insecten het hele bos overspoelen. | Natuur, Boeren, Grote, Smurfin, Moeder Natuur, Smul, Bril, Potige, Kleermaker                                                                        |
| 242       | De smurfenkleur                             | The color smurf (dubbele aflevering)                           | Opa en de Smurfjes moeten alle kleuren terugbrengen in een bos die compleet smurfblauw is nadat ze de fles met smurfblauw uit het kleurenwiel van de fee Spectra hebben gepakt. | |
| 243       | Luilaks nachtmerrie                         | Lazy's nightmare                                               | Morphio gebruikt de ergste angsten van de Smurfen om ze in hun dromen te vangen, maar Luilak weet hoe hij tegen deze angsten moet terugvechten. | |
| 244       | De wereld is een Smurftoneel                | All the smurf's a stage (dubbele aflevering)                   | Bange speelt de rollen van diverse murfen om zijn acteertalent te tonen aan Dichtsmurf. | |
| 245       | Smurfen op wielen                           | Smurfs on wheels (dubbele aflevering)                          | Opa, Grote en Natuur willen lopen naar een thermische bron, maar de andere smurfen gebruiken liever Knutsels nieuwe camper. | |
| 246       | De kleinste Viking                          | The littlest viking                                            | Een paar Smurfen en Pierewiet bevinden zich op een Vikingschip. | Pierewiet, Opa, Bril, Natuur |
| 247       | Baby's nieuwe speelgoed                     | Baby's new toy (dubbele aflevering)                            | Baby heeft geen interesse meer in zijn speelgoed maar de speelgoedmaker wil geen speelgoed meer maken omdat kinderen toch alles stuk maken. | |
| 248       | Oppassen op Bolle Gert                      | Bringing up bigfeet (dubbele aflevering)                       | De Smurfjes willen graag op oppassen op Baby, maar mogen dat niet. Dan krijgen ze de kans op het neefje van Bolle Gijs te passen. | Bolle Gert, Bolle Gijs, Bolle Greet, Sassette, Driftige, Natuur, Rustige, Grote, Smurfin, Kleermaker, Gargamel, Azraël                               |
| 249       | De rode kwaker                              | The scarlet croaker                                            | Sassette raakt bevriend met een Wrattenmonster maar wordt gevangen. Dan worden ze bevrijd door een mysterieus en gemaskerd Wrattenmonster. | Wrattenmonsters, Sassette, Opa, Potige, Knutsel, Bril, Grote                                                                                         |
| 250       | Bericht voor Dokter Smurf                   | Calling Dr. Smurf (dubbele aflevering)                         | Probeersmurf probeert deze keer arts te worden met behulp van een studieboek van Grote Smurf. De volgende dag ontdekt hij allerlei ziektes in het dorp. Lolsmurf buit dat uit. | |
| 251       | Je kunt de muziek niet wegsmurfen           | Can't smurf the music (dubbele aflevering)                     | Een heks ontneemt de smurfen de muziek door de noten te laten verdwijnen. Het is aan Grote, Muziek en Mijnwerker om de noten weer terug te krijgen. | |
| 252       | De koninklijke trommel                      | The royal drum                                                 | Prinses Amani van het zwarte volk bezoekt koning Gerard. Haar koningstrommel trekt dieven aan. | |
| 253       | Het is een hondenleven                      | It's a puppy's life (dubbele aflevering)                       | Gargamel en Puppie verwisselen van lichaam. | |
| 254       | De Veegsmurf                                | Sweepy Smurf (dubbele aflevering)                              | Schoorsteenveger is geen populaire smurf, totdat hij Baby uit een brandend huis redt. | |
| 255       | Reis naar het midden van de smurf           | Journey to the center of the smurf (dubbele aflevering)        | Mijnwerker ontdekt stenen die de smurfen warm kan houden in een strenge winter. | Mijnwerker, Klungel, Knutsel, Grote, Smurfin, Opa, Smul, Bril, Schilder                                                                              |
| 256       | De grootste Smurf                           | The tallest Smurf (dubbele aflevering)                         | Rustige is na Baby de kleinste smurf, en daar is hij bedroefd over. Een flessengeest maakt hem de grootste smurf, maar doet dat door de anderen heel klein te maken. | |
| 257       | Wat maakt een Smurf een Smurf               | Essence of Brainy (dubbele aflevering)                         | Brilsmurf is zijn persoonlijkheid kwijt door toedoen van Greintje, maar drie anderen hebben te veel persoonlijkheid. | |
| 258       | Dokter Kwaad en Meneer Aardig               | Dr. Evil and Mr. Nice (dubbele aflevering)                     | Greintje kan Gargamel niet meer velen en verandert hem in een aardige tovenaar, met bijwerkingen. | |
| 259       | De Wortel van het Kwaad                     | The root of evil (dubbele aflevering)                          | Chloorhydris zorgt dat een wortel iedereen boosaardig maakt. | Baby, Boeren, Bril, Chloorhydris, Grote, Mijnwerker, Moeder Natuur, Smul, Klungel, Potige                                                            |
| 260       | De klikkende Smurfen                        | Tattle tail Smurfs (dubbele aflevering)                        | De Smurfjes leren niet meer te klikken als hun staartjes groeien. | Sassette, Driftige, Natuur, Rustige, Bril, Schilder, Klungel, Knutsel, Mopper, Smul, Grote, Gargamel, Azraël                                         |
| 261       | Smulsmurf gaat staken                       | Greedy goes on strike                                          | Smulsmurf voelt zich niet gewaardeerd. Een trollenkoning waardeert hem echter wel, maar alleen voor eigen gewin. | |
| 262       | In de toekomst gesmurft                     | Future smurfed (dubbele aflevering)                            | Balthazar wil in de toekomst kijken maar veroorzaakt een scheur in de tijd met de attributen van Vader Tijd, waardoor een baby dinosaurus uit het verleden op bezoek komt. | |
| 263       | Huilende Smurfen                            | Crying Smurfs (dubbele aflevering)                             | Grote Smurf maakt een formule die smaak en geur van vruchten moet versterken. Als een druppel op een ui valt die Smulsmurf in zijn salade verwerkt, moeten alle smurfen die ervan eten onbedwingbaar huilen. | |
| 264       | De Gargamel Pop                             | Gargamel's dummy (dubbele aflevering)                          | Lolsmurfs pop van Gargamel lijkt wel erg veel op de echte. | |
| 265       | Op stap met pappie Gargamel                 | Smurfs on the run (dubbele aflevering)                         | Gargamel en Sassette verstoren het evenwicht van waarheid en bedrog en ze moeten dit beiden herstellen. | |
| 266       | Een Miniprobleempje                         | A myna problem (dubbele aflevering)                            | Een sprekende spreeuw, gewond door een vangnet, wordt door Klungel naar het dorp gebracht. De vogel herhaalt alles, zelfs beledigingen, tot ergernis van de andere smurfen. Maar ongemerkt redt de vogel ook de smurfen van Gargamel door een toverspreuk te herhalen die hen in eenden verandert.                                    | |
| 267       | De hoorn van overvloed                      | The horn of plenty (dubbele aflevering)                        | Een vreselijke nevel trekt over het land en verdort alles wat het aanraakt, ook de oogst van de Smurfen. De Smurfen gaan op reis om de Hoorn des Overvloeds te zoeken. | |
| 268       | Ik Smurf met de Bomen                       | I smurf to the trees (dubbele aflevering)                      | Gargamel betovert de bomen om ze te laten spreken, maar ze blijken nu ook te kunnen lopen en verlaten het bos, waardoor het smurfendorp niet meer beschut is. | Bomen, Gargamel, Azraël, Greintje, Opa, Driftige, Rustige, Natuur, Sassette, Grote, Bril, Smurfin, Klungel, Moeder Natuur                            |
| 269       | Klungels wolk                               | Clumsy's cloud (dubbele aflevering)                            | Geen Smurf wil de hulp van Klungel omdat er altijd iets fout gaat. Maar Grote Smurf wil uitgerekend zijn hulp om een wortel in het bos te zoeken. | Klungel, Opa, Grote, Potige, Smurfin, Knutsel |
| 270       | De Boekenwurmsmurf                          | Bookworm Smurf (dubbele aflevering)                            | Brillie leert Sassette lezen, maar Sassette krijgt er door zijn methode een zodanige hekel aan dat ze alle boeken wegwenst met behulp van een toverspreuk van Grote Smurf. | Bril, Grote, Klungel, Potige, Omnibus, Sassette |
| 271       | De geest van Boerensmurf                    | Farmer's genie (dubbele aflevering)                            | Boerensmurf vindt een flessengeest in zijn meloenenveld, die hem wil helpen maar dat gaat nogal eens fout. | |
| 272       | Meester Greintje                            | Master Scruple (dubbele aflevering)                            | De flessengeest wordt Boerensmurf te veel. Hij wenst hem weg. Dan vindt Greintje de fles en ziet vervolgens zijn wensen in vervulling gaan. | |
| 273       | Het liefje van Greintje                     | Scruple's sweetheart (dubbele aflevering)                      | De heksenleerling Brenda wil graag naar het bezemsteelbal, maar niemand vraagt haar. De Smurfen helpen haar. Greintje en Gargamel komen ook naar het bal en vechten om haar toverstokje, terwijl Brenda had gehoopt op een dans met Greintje.                                                                                         | Greintje, Brenda, Gargamel, Smurfin, Schilder, Klungel, Hippe, Lol                                                                                   |
| 274       | De wereld volgens de Smurfjes               | The world according to Smurflings (dubbele aflevering)         | De Smurfjes leren dat de natuur in evenwicht moet zijn als ze de toverstok van Moeder Natuur misbruiken, die haar zware rugpijn door Grote Smurf laat behandelen. | |
| 275       | De betoverde veer                           | The enchanted quill                                            | Gargamel krijgt er een tovenaarsleerling bij, genaamd Greintje, maar hij is hem gauw zat. Als ze op een dag in een boek lezen dat er een schrijfveer bestaat die alle vragen beantwoordt, gaan ze ernaar op zoek om zo de locatie van het Smurfendorp te vinden. Grote Smurf maakt dan een schrijfveer die de waarheid niet schrijft. | |
| 276       | Het meest onsmurfige spel                   | The most unsmurfy game (dubbele aflevering)                    | Koning Blaaskaak, de vreselijke koning van de Wrattenmonsters, gebruikt de Smurfjes en Brillie als aas voor hun jacht. | Bril, Sassette, Driftige, Natuur, Rustige, Koning Blaaskaak, Wrattenmonsters                                                                         |
| 277       | Puppy's training                            | Put upon Puppy (dubbele aflevering)                            | De onhandelbare Puppie leert eindelijk gehoorzaamheid als hij de Smurfen van Gargamel redt. | Puppie, Sassette, Driftige, Natuur, Rustige, Bril, Grote, Hippe                                                                                      |
| 278       | Een hart van goud                           | Heart of gold (dubbele aflevering)                             | Gargamel weet het gouden hart van Robotsmurf te vervangen door een stenen hart. | Robot, Gargamel, Greintje, Azraël, Knutsel, Klungel, Bril, Smurfin, Grote, Smul                                                                      |
| 279       | De dorpsvandaal                             | The village vandal (dubbele aflevering)                        | Een hongerige termiet, gemanipuleerd door Gargamel en naar het dorp gebracht door Puppie, vernielt het dorp en de Smurfjes krijgen de schuld. | Puppie, Sassette, Driftige, Natuur, Rustige, Bril, Grote, Smurfin, Baby, Opa, Gargamel, Azraël                                                       |
| 280       | De galante smurf                            | The gallant smurf (dubbele aflevering)                         | Agatha verandert zichzelf in Omasmurf om Opasmurf te vangen om hem aan de koningin te tonen, omdat deze de hand van haar zoon, een knappe prins, heeft beloofd aan eenieder die haar iets laat zien wat ze nog nooit heeft gezien. | |
| 281       | Sassettes tand                              | Sassette's tooth (dubbele aflevering)                          | Gargamel doet zich voor als de tandenfee om de Smurfen te vangen als Sassette haar tand verliest. | |
| 282       | De zin van Driftige                         | Snappy's way (dubbele aflevering)                              | Driftige krijgt nooit zijn zin. Maar als hij een kleine trol bevrijdt, mag hij een wens doen en dat is dat hij voortaan wel zijn zin krijgt. | Trol, Driftige, Sassette, Rustige, Natuur, Grote, Smurfin, Potige, Klungel                                                                           |
| 283       | Brandweersmurfen                            | Fire fighting smurfs                                           | Driftige veroorzaakt ongewild een bosbrand, doordat hij te lui is om nieuw water te halen als hij is gestruikeld en het water dat hij eerder had gehaald om een vuurtje uit te maken heeft laten vallen. Hij wordt met zichzelf geconfronteerd door de gewonde dieren die hij nu moet helpen.                                         | |
| 284       | Knutsels ramo-visie                         | Handy's window-vision (dubbele aflevering)                     | Knutsel vindt een televisie uit: een kristal dat beelden doorzendt naar talloze kleinere kristallen. Als de smurfen allemaal gebiologeerd zitten te kijken, wordt het voor Gargamel eenvoudig ze te vangen. | |
| 285       | Grote Smurf, Grote Smurf                    | Papa Smurf, Papa Smurf                                         | Grote Smurf verdubbelt zichzelf door een scheikundige fout. Een van de twee verkast naar het bos. Het dorp raakt verdeeld. Ze moeten zich -en daarbij het dorp- weer herenigen. | Grote 1, Grote 2, Opa, Potige, Gargamel 1, Gargamel 2, Azraël, Greintje, Sassette, Driftige, Rustige, Smurfin, Schilder, Dichter                     |
| 286       | De Mantel van Lolsmurf                      | Jokey's cloak (dubbele aflevering)                             | Lolsmurf doet experimenten in een grot. Een ontploffing onthult een kist met daarin een mantel. Deze mantel maakt Lolsmurf permanent onzichtbaar als hij nat wordt terwijl hij hem draagt. | Lol, Wrattenmosters, Grote, Sassette, Schilder, Klungel, Bril                                                                                        |
| 287       | Grote Smurfs laatste spreuk                 | Papa's last spell (dubbele aflevering)                         | Gargamel laat Grote Smurfs toverkracht verdwijnen met een bezwering die hij kreeg van een toverhandelaar. | |
| 288       | De toverbol                                 | Lure of the orb                                                | Dichtersmurf, Knutsel en Schilder worden gehypnotiseerd door een toverbol die ongebreidelde inspiratie geeft. | |
| 289       | Smurfins bloemen                            | Smurfette's flower (dubbele aflevering)                        | Door de onstuimigheid van Puppie komt Smurfin terecht op een schitterende pratende bloem, die Smurfin zware verwijten maakt. Smurfin wil het goedmaken en neemt de bloem mee naar haar huis. De bloem is enorm veeleisend maar moet uiteindelijk Smurfin respecteren.                                                                 | |
| 290       | Roekeloze Smurfen                           | Reckless Smurfs (dubbele aflevering)                           | De Smurfen worden roekeloos en lichtzinnig na een toverspreuk van Gargamel. | |
| 291       | Agatha en Cupido                            | Head over Hogatha (dubbele aflevering)                         | Cupido geeft Agatha liefdesverdriet voor Gargamel, die alleen maar wil dat ze een zak met Smurfen brengt. | |
| Seizoen 7 |                                             |                                                                | | |
| 292       | Het wilde smurfenleven (1)                  | Smurf on the wild side (1)                                     | De smurfen ontdekken een Wilde Smurf in het bos die 150 jaar geleden als kind daar is achtergelaten en is opgevoed door eekhoorns. | Wilde, Sjimmie, Gargamel, Greintje, Azraël, Grote, Opa, Lol, Bril, Schilder, Kleermaker, Natuur, Driftige, Sassette, Rustige, Knutsel, Smurfin, Smul |
| 293       | Het wilde smurfenleven (2)                  | Smurf on the wild side (2) (dubbele aflevering)                | De smurfen ontdekken een Wilde Smurf in het bos die 150 jaar geleden als kind daar is achtergelaten en is opgevoed door eekhoorns. | Wilde, Sjimmie, Gargamel, Greintje, Azraël, Grote, Opa, Lol, Bril, Schilder, Kleermaker, Natuur, Driftige, Sassette, Rustige, Knutsel, Smurfin, Smul |
| 294       | Het wilde smurfenleven (3)                  | Smurf on the wild side (3)                                     | De smurfen ontdekken een Wilde Smurf in het bos die 150 jaar geleden als kind daar is achtergelaten en is opgevoed door eekhoorns. | Wilde, Sjimmie, Gargamel, Greintje, Azraël, Grote, Opa, Lol, Bril, Schilder, Kleermaker, Natuur, Driftige, Sassette, Rustige, Knutsel, Smurfin, Smul |
| 295       | Het wilde smurfenleven (4)                  | Smurf on the wild side (4)                                     | De smurfen ontdekken een Wilde Smurf in het bos die 150 jaar geleden als kind daar is achtergelaten en is opgevoed door eekhoorns. | Wilde, Sjimmie, Gargamel, Greintje, Azraël, Grote, Opa, Lol, Bril, Schilder, Kleermaker, Natuur, Driftige, Sassette, Rustige, Knutsel, Smurfin, Smul |
| 296       | Een onsmurfige vriend                       | The Smurflings' unsmurfy friend (dubbele aflevering)           | Een elf genaamd Rokkel bezorgt de Smurfen veel ellende met zijn onsmurfige grappen, helemaal als hij ze overhaalt om een grap met Gargamel uit te halen. | Rokkel, Sassette, Driftige, Natuur, Rustige, Potige, Baby, Smurfin, Grote, Gargamel, Azraël, Greintje, Bril                                          |
| 297       | De Smurfenjager                             | The Smurfstalker (dubbele aflevering)                          | Opa moet de Smurfen redden als ze allemaal gevangengenomen zijn. | |
| 298       | De Spooksmurfen                             | Poltersmurf (dubbele aflevering)                               | Op een regenachtige avond vertelt Opa een verhaal over spoken en hoe een dappere Smurf ze had opgesloten in kasteel Duister. Niemand gelooft hem. Brillie laat per ongeluk met een spreuk de spoken vrij uit een grot en deze bezorgen de Smurfen veel ellende.                                                                       | Spoken, Opa, Klungel, Bril, Lol, Smul, Smurfin, Grote, Schilder, Muziek                                                                              |
| 299       | Baby's wonderlijke speeltje                 | Baby's marvelous toy (dubbele aflevering)                      | Baby's nieuwe speelgoed lokt Gargamel en brengt hem in gevaar. | Baby, Opa, Grote, Gargamel, Azraël, Bril, Sassette, Boeren                                                                                           |
| 300       | Slapeloze Smurfen                           | Sleepless Smurfs (dubbele aflevering)                          | Morphio en Gargamel bezorgen de Smurfen slapeloze nachten. | Gargamel, Azraël, Morphio, Nachtmerrie, Grote, Cowboy, Smurfin, Driftige, Sassette, Rustige, Natuur, Mopper                                          |
| 301       | Knipsel Smurfen                             | Cut-up Smurfs (dubbele aflevering)                             | Een magisch papier laat Sassettes papieren poppen leven. | Sassette, Driftige, Natuur, Rustige, Grote, Kleermaker, Smul, Klungel, Lol, Gargamel, Azraël                                                         |
| 302       | Gargamels liefje                            | Gargamel's sweetheart                                          | Gargamel wordt verliefd op de boze heks Evelyn, maar zij misbruikt hem alleen maar voor haar eigen gewin. | Gargamel, Evelyn, Greintje, Azraël, Kleermaker, Bril, Knutsel, Sassette, Grote, Schilder                                                             |
| 303       | Wild op Smurfin                             | Wild about Smurfette (dubbele aflevering)                      | Wilde weet Smurfin het meest te bekoren, tot frustratie van de andere Smurfen. | Wilde, Smurfin, Bril, Grote, Klungel, Schilder, Knutsel                                                                                              |
| 304       | Een Kleuterdeuntje                          | Sing a song of Smurflings (dubbele aflevering)                 | De Smurfjes smurfen muziek om een wild beest genaamd Beestje te temmen. | Sassette, Driftige, Rustige, Natuur, Beestje, Smurfin, Schilder, Mopper, Knutsel, Opa, Grote, Muziek, Smul                                           |
| 305       | Smurfengoud                                 | Smurfing for gold (dubbele aflevering)                         | Lolsmurfs grap met goudbeschilderde rotsen brengen Gargamel in moeilijkheden met zijn schuldeisers. | Mijnwerker, Lol, Gargamel, Greintje, Sassette, Bril, Grote, Mopper                                                                                   |
| 306       | Lolsmurfs lolboek                           | Jokey's joke book (dubbele aflevering)                         | Lolsmurf blijft iedereen in de maling nemen, niet alleen met cadeautjes, maar ook met zijn lolboek. | Lol, Bril, Smurfin, Smul, Grote, Gargamel, Azraël |
| 307       | Dichters Sprookjesboek                      | Poet's storybook (dubbele aflevering)                          | Het verhalenboek van Dichter komt met magie tot leven. | Dichter, Luilak, Smurfin, Bril, Grote, Opa, Schilder, Kleermaker, Muziek                                                                             |
| 308       | De snelste tovenaar in de wereld            | The fastest wizard in the world (dubbele aflevering)           | Gargamel probeert tal van trucs om sneller te zijn dan de Smurfen: trainen, een trapauto en ten slotte een toverspreuk om de vliegende voeten van Mercurius te krijgen. | Wilde, Smurfin, Knutsel, Klungel, Gargamel, Grote, Sassette, Bril, Natuur, Bolle Gijs, Greintje, Azraël, Potige                                      |
| 309       | Dansende beren                              | Dancing bear (dubbele aflevering)                              | Een dansende beer ontsnapt uit het circus en de Smurfjes worden ongewild een kermisattractie. | |
| 310       | Gargamels testament                         | Gargamel's last will (dubbele aflevering)                      | Gargamel vreest dat hij om middernacht in een hond veranderd nadat hij door Puppie is gebeten, dus steelt hij Bathazars zintuigkroon om de Smurfen voor die tijd te vangen. | Gargamel, Greintje, Azraël, Puppie, Rustige, Grote, Mijnwerker, Smurfin, Bril, Balthazar                                                             |
| 311       | Sassettes betoverde vriendschap             | Sassette's bewitching friendship (dubbele aflevering)          | Heks Melina bewijst haar waarde als Gargamel zich misdraagt. | |
| 312       | Azraëls brein                               | Azrael's brain (dubbele aflevering)                            | Azraël bewijst dat hij slimmer is dan Gargamel denkt. | |
| 313       | Smurfbreukelingen                           | Castaway Smurfs (dubbele aflevering)                           | Een paar Smurfen stranden op een verlaten eiland. | |
| 314       | Legendarische Smurfen                       | Legendary Smurfs (dubbele aflevering)                          | Gargamel denkt dat de bezittingen van Rustige een fortuin waard zijn. | Rustige, Gargamel, Greintje, Azraël, Driftige, Grote, Sassette, Natuur                                                                               |
| 315       | Op smurf naar de eenhoorn                   | Smurfing the unicorns (dubbele aflevering)                     | Puppie is vergiftigd en Opa heeft de hoorn van een eenhoorn nodig om hem te genezen. | Puppie, Opa, Smurfin, Bril, Greintje, Gargamel, Azraël, Grote, Knutsel, Potige                                                                       |
| 316       | Hippe's Beste Vriend                        | Vanity's Closest Friend (dubbele aflevering)                   | Hippe heeft eindelijk een bewonderaar, maar die is hij liever kwijt. | Hippe, Winky, Grote, Smul, Sassette, Gargamel, Azraël, Greintje, Bril, Knutsel, Potige, Klungel                                                      |
| 317       | Pierewiet maakt bokkesprongen               | Peewit's unscrupulous adventure                                | Pierewiets feestje op het kasteel wordt verpest door een hebberige kamerheer. | |
| 318       | Niemandsmurf                                | Nobody smurf (dubbele aflevering)                              | Niemandsmurf doet zijn uiterste best iemand te zijn. | Niemand (Iemand), Klungel, Grote, Bril, Potige, Smul, Griezel                                                                                        |
| 319       | Greintje en het grote toverboek             | Scruple and the great book of spells (dubbele aflevering)      | Greintje laat het bos bevriezen met Gargamels grote toverboek. | |
| 320       | Stuiterende Smurfen                         | Bouncing smurf (dubbele aflevering)                            | Klungel raakt verstrikt in rubbersap. | Klungel, Gargamel, Azraël, Knutsel, Grote, Potige, Sassette, Driftige                                                                                |
| 321       | De Robotsmurfin                             | The Clockwork Smurfette                                        | Knutsel maakt een vrouwtje voor Robotsmurf. En zij en Robot redden de Smurfen van Gargamel. | Robot, Robotsmurfin, Knutsel, Grote, Smurfin, Driftige, Gargamel, Greintje, Azraël                                                                   |
| 322       | Ik was een Brillie weersmurf                | I was a Brainy weresmurf (dubbele aflevering)                  | Brillie verandert in een weerwolf door de krab van een wolfsklauw. | Brillie, Grote, Smurfin, Klungel, Natuur, Driftige, Muziek                                                                                           |
| 323       | De Antwoordsmurf                            | The answer Smurf (dubbele aflevering)                          | Als iedereen doet als Brillie, is het aan Rustige om op het dorp te passen. | |
| 324       | Hippe op avontuur                           | Vanity's wild adventure (dubbele aflevering)                   | Hippe en Wilde zien dat ze totaal verschillend zijn als ze samen de nacht doorbrengen. | Hippe, Wilde, Schilder, Smul, Grote, Sassette, Kleermaker, Chitter, Gargamel, Azraël, Greintje                                                       |
| 325       | Smurfin de waarzegster                      | Soothsayer Smurfette                                           | Smurfin geeft Baby per ongeluk een magische jurk van een waarzegster. | Smurfin, Kleermaker, Baby, Gargamel, Azraël, Greintje, Bolle Gijs, Grote                                                                             |
| 326       | De zingende Smurf                           | Crooner Smurf (dubbele aflevering)                             | Muzieksmurf kan zingen en heeft zoveel succes dat Agatha hem wil hebben. | Muziek, Agatha, Bril, Smurfin, Huil, Grote, Schilder                                                                                                 |
| 327       | Een dag lang Grote                          | Papa for a day (dubbele aflevering)                            | De Smurfen ondervinden wat het is om een dag lang de leider te zijn. | Grote, Opa, Bril, Smurfin, Twijfel, Mijnwerker, Potige                                                                                               |
| 328       | Twijfels keuze                              | Flighty's plight (dubbele aflevering)                          | Twijfelsmurf leert strategische beslissingen te maken. | Twijfel, Bril, Potige, Sassette, Gargamel, Azraël, Greintje, Engel, Duivel                                                                           |
| 329       | Smurfen Munten                              | To coin a Smurf                                                | Gargamel verandert Smurfen in gouden munten, die worden gestolen door dieven. | Gargamel, Greintje, Bril, Opa, Sassette, Grote, Potige, Knutsel, Klungel, Azraël, Koning Gerard                                                      |
| 330       | De slechte Smurfin                          | Smurfette unmade (dubbele aflevering)                          | Gargamel probeert Smurfin terug te veranderen zoals hij haar ooit maakte om de Smurfen te vangen. | Smurfin, Gargamel, Greintje, Azraël, Grote, Potige, Kleermaker, Klungel, Sassette, Driftige, Natuur, Rustige, Dichter, Bril, Knutsel, Hippe          |
| 331       | Een valse vogel                             | Foul feather fiend (dubbele aflevering)                        | Gargamel verandert zich in een vogel om de Smurfen te vangen. | Natuur, Sassette, Driftige, Rustige, Grote, Gargamel, Greintje, Azraël, Baby, Mopper, Schilder                                                       |
| 332       | Sassettes bijenvolk                         | Sassette's hive                                                | Sassette wordt bijenkoningin. | Sassette, Driftige, Rustige, Natuur, Opa, Bijen, Bijenkoningin, Wespen, Grote                                                                        |
| 333       | Grote Kleine Smurf                          | Little Big Smurf (dubbele aflevering)                          | Een grote Driftige drijft zijn zin door in het dorp. | Driftige, Gargamel, Potige, Greintje, Grote, Klungel, Sassette, Bolle Gijs, Smul, Schilder, Bril, Azraël                                             |
| 334       | De Railsmurfer                              | Locomotive Smurfs (dubbele aflevering)                         | Knutsel maakt een trein, die Gargamel probeert te misbruiken. | Knutsel, Gargamel, Greintje, Azraël, Mijnwerker, Bril, Sassette, Natuur, Boeren, Opa, Baby, Luilak, Muziek, Mopper, Klungel, Potige, Grote           |
| 335       | Een lang verhaal van Opa                    | A long tale for Grandpa                                        | Opa's enge verhaal brengt zelfs het Smurfendorp in gevaar. | Opa, Bril, Natuur, Smurfin, Potige, Bril, Grote, Schilder, Houthakker                                                                                |
| 336       | Agatha's Haargroeimiddel                    | Where the wild Smurfs are (dubbele aflevering)                 | De Smurfen proberen de eekhoorns te redden van Agatha. | Agatha, Wilde, Sassette, Natuur, Bril, Chitter, Grote, Lol, Baby, Smul                                                                               |
| 337       | De toverzak van de Kerstman                 | The magic sack of mr. Nicholas                                 | Chloorydris probeert het speelgoed van de Kerstman te stelen om droefheid in de wereld te brengen. | Mopper, Chloorydris, Greintje, Gargamel, Azrael, Kerstman, Grote, Bril, Smul, Smurfin, Potige, Schilder, Houthakker, Klungel, Dichter                |
| 338       | De Ruilsmurfen                              | Swapping Smurfs                                                | De Smurfen hebben last van een tovenaar met verwisseltrucs. | Luilak, Sassette, Potige, Opa, Grote, Klungel, Smurfin, Bril                                                                                         |
| 339       | Voorspelbare Smurfen                        | Predictable Smurfs (dubbele aflevering)                        | Klungels onhandigheid helpt de smurfen ontsnappen aan Gargamel tijdens een botenrace. | Klungel, Gargamel, Bril, Grote, Opa, Twijfel, Luilak, Smul, Droom, Smurfin, Potige, Azraël, Greintje                                                 |
| 340       | Potiges rivaal                              | Hefty's rival (dubbele aflevering)                             | Wilde en Potige strijden om wie het meest atletisch is. | Potige, Wilde, Sjimmie, Driftige, Sassette, Rustige, Grote                                                                                           |
| 341       | De pop van Driftige                         | Snappy's puppet (dubbele aflevering)                           | De handpop van Driftige komt tot leven tot ergernis van iedereen. | Driftige, Driftiges pop (De Kalkabaka), Smurfin, Sassette, Rustige, Natuur, Grote, Lol, Droom, Smul                                                  |
| 342       | Prins Smurf                                 | Prince Smurf (dubbele aflevering)                              | Potige wordt gedwongen tot een huwelijk dat hij niet wil. | Potige, Smurfin, Hippe, Grote, Smul, Schilder, Klungel                                                                                               |
| 343       | De Terugkeer van Don Smurfo                 | The return of Don Smurfo (dubbele aflevering)                  | Don Smurfo onderzoekt de wereld buiten zijn verhalenboek. | Don Smurfo, Sassette, Driftige, Natuur, Rustige, Grote, Lol, Smurfin, Bril, Gargamel, Greintje, Azraël                                               |
| 344       | Wolkenkrabbersmurfen                        | Skyscraper Smurfs (dubbele aflevering)                         | Knutsel en Architect creëren een appartement waar niemand op zit te wachten. | Architect, Knutsel, Smurfin, Bril, Potige, Grote, Schilder, Luilak, Klungel                                                                          |
| 345       | Vrouwe Fortuna                              | Bad luck Smurfs (dubbele aflevering)                           | Ongeluk komt de Smurfen ten deel als Gargamel het toverwiel van Vrouwe Fortuna probeert te bemachtigen. | Vrouwe Fortuna, Gargamel, Azraël, Greintje, Knutsel, Bril, Smul, Grote                                                                               |
| 346       | Tijd te kort                                | Smurfing out of time (dubbele aflevering)                      | De Smurfen proberen te voorkomen dat de tijd op raakt als de Tijdrivier opdroogt. | Vader Tijd, Moeder Natuur, Sassette, Rustige, Driftige, Natuur, Smul, Hippe, Smurfin, Grote, Bril                                                    |
| 347       | Dol op golfen                               | A hole in smurf (dubbele aflevering)                           | De Smurfen ontdekken golfen. | Mopper, Knutsel, Potige, Klungel, Grote, Schilder, Hippe, Bril, Smurfin, Rustige, Gargamel, Azraël                                                   |
| 348       | Een smurfig huisdier                        | Smurf pet                                                      | De Smurfjes brengen stiekem een Nebbit mee naar huis maar niemand, behalve Opa, hield rekening met zijn enorme eetlust. | Nebbit, Opa, Sassette, Driftige, Natuur, Rustige, Azraël, Greintje, Knutsel, Smul, Grote, Bril                                                       |
| 349       | Hakkersmurf                                 | Timber Smurf (dubbele aflevering)                              | Een houthakker maakt zich nuttig voor het Smurfendorp. | Houthakker, Grote, Bril, Smurfin, Gargamel, Azraël                                                                                                   |
| 350       | De Smurf die niets fout kon doen            | The Smurf who could do no wrong (dubbele aflevering)           | Klungel krijgt een amulet waardoor hij niets fout kan doen, maar dat maakt de andere Smurfen vreselijk jaloers. | Klungel, Bril, Schilder, Grote, Omnibus, Opa, Potige, Smurfin, Dichter                                                                               |
| 351       | Smurfins Wens-ster                          | Smurfette's lucky star (dubbele aflevering)                    | Smurfin probeert een gevallen ster terug aan de hemel te krijgen. | Smurfin, Wensje, Sassette, Driftige, Natuur, Rustige, Smul, Gargamel, Azraël, Greintje, Grote, Kleermaker, Bril                                      |
| 352       | De Smurfen rechtszaak                       | The smurfy verdict (dubbele aflevering)                        | Brillie beschuldigt Klungel ervan Baby te zijn kwijtgeraakt. | Baby, Bril, Klungel, Wilde, Smurfin, Smul, Hippe, Driftige, Sassette, Grote, Muziek, Lol                                                             |
| 353       | De verloren liefde van Chloorhydris         | Chlorhydris' lost love                                         | Chloorhydris probeert de liefde in de wereld te vernietigen. | |
| 354       | Hollen en stilstaan                         | Stop and go smurfs (dubbele aflevering)                        | De Smurfen stoppen met bewegen om Schildersmurf te helpen, maar een heks steelt de formule om hen weer te laten bewegen. | Schilder, Grote, Muziek, Mopper, Klungel, Smul |
| 355       | Dichter weet alles                          | Poet the know-it-all (dubbele aflevering)                      | Dichtersmurf kan in de toekomst kijken. | Dichter, Balthazar, Smurfin, Lol, Grote, Sassette |
| 356       | Het laatste nieuws                          | All the news that's fit to Smurf (dubbele aflevering)          | Verslaggever vindt een verhaal over Opa dat hem in gevaar kan brengen. | Verslaggever, Driftige, Smurfin, Bril, Grote, Opa |
| 357       | Gargamels zoektocht                         | Gargamel's quest (dubbele aflevering)                          | Gargamel probeert het Smurfendorp te vinden met een toverspreuk. | Gargamel, Azraël, Lol, Bril, Klungel, Smurfin, Schilder, Grote, Opa                                                                                  |
| 358       | Gargamels tweede jeugd                      | Gargamel's second childhood (dubbele aflevering)               | Gargamel en Greintje wisselen van leeftijd. | Gargamel, Greintje, Azraël, Sassette, Driftige, Natuur, Rustige, Grote, Knutsel, Lol, Potige, Smul, Puppie                                           |
| Sp.6      | Het Smurfen Kerstfeest                      | 'Tis the season to be smurfy                                   | Opa en Sassette reizen naar een mensendorp tijdens de kerstvakantie en helpen een stel dat angst heeft voor een dief. | Opa, Sassette, Wilde, Smurfin, Bril, Grote, Potige, Lol, Driftige, Rustige, Natuur, Schilder, Smul, Klungel                                          |
| Seizoen 8 |                                             |                                                                | | |
| 359       | Verloren Smurfen                            | The lost Smurf                                                 | Opasmurf moet Omasmurf en Smoegel, die hij 500 jaar niet meer heeft gezien, redden van een gemeen verdwijnend kasteel Gevang. | Opa, Oma, Sassette, Grote, Bril, Potige, Wilde, Smoegel, Driftige, Smul, Schilder, Dichter                                                           |
| 360       | De boeken van het Kwade                     | Archives of evil (dubbele aflevering)                          | Nemesis wil het toverboek van Grote Smurf, maar krijgt het kookboek van Smulsmurf, dankzij Brillie. | |
| 361       | De Huisgenoot van Bolle Gijs                | Bigmouth's roommate                                            | Greintje trekt in bij Bolle Gijs. | Greintje, Bolle Gijs, Sassette, Driftige, Natuur, Rustige, Gargamel, Azraël, Wilde, Bril, Smurfin, Grote, Knutsel, Potige, Boeren, Muziek            |
| 362       | De oppas past niet op                       | Bungling babysitters                                           | Drie Smurfen zijn zo bezig met ruziemaken dat ze niet doorhebben dat Babysmurf gekidnapt is door Agatha. | |
| 363       | Robots krachtenspel                         | Clockwork's powerplay (dubbele aflevering)                     | Robotsmurf krijgt een overdosis spanning als hij getroffen wordt door de bliksem. | Robot, Robotsmurfin, Gargamel, Azraël, Greintje, Knutsel, Bril, Grote, Puppie, Kleermaker, Smul                                                      |
| 364       | Klungel aan het hoofd                       | Clumsy in command                                              | Klungel redt Brillie tijdens een bergtochtje als ze strijden wie het beste is. | |
| 365       | Don Smurfo krijgt bezoek                    | Don Smurfo's uninvited guests                                  | Driftige, Oma en Brillie komen terecht in het boek van Don Smurfo. | Don Smurfo, Oma, Bril, Driftige, Schilder, Grote, Sassette, Smurfin, Smoegel                                                                         |
| 366       | Denises pop                                 | Denisa's greedy doll                                           | Gargamel betovert Denises pop om Smurfen te vangen. | Denise, Gargamel, Greintje, Smul, Sassette, Driftige, Natuur, Rustige, Dichter, Grote                                                                |
| 367       | Denises Slaapfeestje                        | Denisa's slumber party (dubbele aflevering)                    | Sassette gaat naar Denises slaapfeestje. | |
| 368       | Opa's nachtmerrie                           | Grandpa's nemesis                                              | Opasmurf moet het opnemen tegen zijn aartsvijand. | Opa, Nemesis, Potige, Knutsel, Bril, Grote, Oma, Moeder Natuur, Schilder, Smoegel, Mopper, Gargamel, Greintje                                        |
| 369       | Opa's wandelstok                            | Grandpa's walking stick (dubbele aflevering)                   | Brillie breekt Opa's wandelstok. Opa moet een nieuwe halen tot woede van de kwade boomgeest. Wilde moet de Smurfen redden als ze in bomen veranderen. | Opa, Wilde, Bril, Natuur, Sjimmie, Bril, Sassette, Driftige, Rustige, Grote, Smul                                                                    |
| 370       | Een huis voor Oma                           | A house for Nanny (dubbele aflevering)                         | De Smurfen helpen Oma aan een huis, want Smurfin heeft haar buik vol van Oma die bij haar inwoont, maar eerst moeten de twee nog op avontuur. | Oma, Smurfin, Smoegel, Grote, Knutsel, Architect, Bril, Sassette, Smul, Mopper, Baby, Schilder                                                       |
| 371       | Het is een smurfig leven                    | It's a smurfy life (dubbele aflevering)                        | Knutsel heeft een verwarmingsmachine gemaakt om het dorp te verwarmen in de koude winter, maar de machine slaat op hol. | Knutsel, Bril, Duivel, Engel, Grote, Smurfin, Baby, Sassette, Rustige, Gargamel, Azrael, Greintje                                                    |
| 372       | Het land van kwijt en terug                 | Land of lost and found'                                        | Sgur (Scour), heer van alle verloren en gevonden voorwerpen, krijgt door een truc drie eigenschappen van de Smurfen: kracht, kunnen en intelligentie. Het is moeilijk om dat terug te krijgen. | Sgur, Opa, Grote, Bril, Potige, Knutsel, Dichter |
| 373       | Lang leve Brilsmurf                         | Long live Brainy (dubbele aflevering)                          | De Trokels benoemen Brillie tot nieuwe koning maar hij blijkt allesbehalve een goede. | Bril, Klungel, Knutsel, Potige, Grote |
| 374       | Een huis vol spiegels                       | A maze of mirrors (dubbele aflevering)                         | De spiegelbeelden van Hippe komen tot leven waardoor hij zelf langzaam vervaagt. | Hippe, Kleermaker, Schilder, Grote, Smurfin, Bril |
| 375       | De echomeloen                               | Memory melons                                                  | Selwyn krijgt een meloen die gesproken woord kan opnemen om zijn ruzie met Tallulah te beslechten. | |
| 376       | Oma's manier                                | Nanny's way (dubbele aflevering)                               | Omdat Oma niet kan integreren, verlaat ze beledigd het dorp. Als de smurfen haar zoeken, vallen ze in handen van Gargamel. Het is aan Oma om ze te redden. | Oma, Smoegel, Grote, Smurfin, Smul, Opa, Gargamel, Azraël, Greintje                                                                                  |
| 377       | Puppies geheugenverlies                     | Pappy's puppy (dubbele aflevering)                             | Door een klap op zijn kop verliest Puppie zijn geheugen en raakt bevriend met Gargamel. De smurfen moeten hem redden, want Gargamel maakt vorderingen met hem te dresseren om Smurfen te vangen. | Puppie, Gargamel, Azraël, Greintje, Sassette, Driftige, Rustige, Natuur, Grote, Bril                                                                 |
| 378       | Plaatjes Smurfen                            | Shutterbug smurfs (dubbele aflevering)                         | Knutsel vindt een fotocamera uit omdat Schilder te lang bezig is met portretten maken. Gargamel maakt handig gebruik van deze foto's, maar Schilder weet de zaak te redden. | Knutsel, Schilder, Gargamel, Azraël, Greintje, Grote, Opa, Sassette, Driftige, Rustige, Natuur                                                       |
| 379       | Smoegel zingt een lied                      | Smoogle sings the blues (dubbele aflevering)                   | Chloorhydris vangt de geluksvogel zodat zijn lied van geluk nooit meer kan klinken. Ze verandert hem zelfs in een ongeluksraaf met een lied dat alle levende wezens droevig en ontevreden maakt. Smoegel blijkt het gelukslied ook te kunnen zingen.                                                                                  | Mopper, Smoegel, Chloorhydris, Potige, Klungel, Dichter, Grote, Bril, Smurfin, Schilder                                                              |
| 380       | Een Smurf voor Denise                       | A smurf for Denisa (dubbele aflevering)                        | Denise, het nichtje van Balthazar, raakt bevriend met Sassette. | Sassette, Denise, Oma, Natuur, Driftige, Rustige, Grote, Balthazar, Gargamel, Greintje, Azraël                                                       |
| 381       | Smurf de persen                             | Smurf the presses                                              | Verslaggever denkt dat Gargamel is veranderd. | |
| 382       | Pronken met Opa's veren                     | Stealing Grandpa's thunder (dubbele aflevering)                | Opa en Wilde lopen in een val en het is aan Oma en Smoegel om de vallenzetter in de val te laten lopen om ze te bevrijden. | Opa, Wilde, Oma, Smoegel, Driftige, Sassette, Natuur, Rustige                                                                                        |
| Seizoen 9 |                                             |                                                                | | |
| 383       | Smurfen uit de oertijd                      | The Smurfs that time forgot (dubbele aflevering)               | De Smurfen moeten een kleine roze dinosaurus naar zijn eigen prehistorische tijd terugbrengen met behulp van een magische sleutel. | Driftige, Neusje, Opa, Grote, Potige, Bril, Klungel, Sassette, Boeren, Muziek, Oma, Smoegel, Mopper                                                  |
| 384       | Gevangen in de tijd                         | Lost in the ages                                               | In hun poging de dinosaurus terug te brengen, verliezen ze de kristallen van de magische sleutel waardoor ze niet terug kunnen. | Drifige, Neusje, Grote, Opa, Klungel, Smoegel, Sassette, Smurfin, Potige, Schilder, Mopper, Hippe                                                    |
| 385       | Oersmurfen                                  | Cave smurfs                                                    | Brillie en Smulsmurf ontmoeten een prehistorische vogel. | Bril, Smul, Grote, Opa, Knutsel, Wilde |
| 386       | Brutopatra's schoonheidsslaapje             | Hogapatra's beauty sleep                                       | In het oude Egypte lijdt een keizerin aan slapeloosheid en Luilak moet haar leren slapen. | |
| 387       | Lieve Mummy                                 | Mummy dearest (dubbele aflevering)                             | Het Egyptische evenbeeld van Gargamel laat de Smurfen werken om een monument voor zijn kat farao Azra te maken. | Azraël (Azra), Gargamel, (Gargotec), Greintje (Greinus), Bril, Smurfin, Grote, Opa, Klungel                                                          |
| 388       | Kabouterstreken                             | Shamrock Smurfs                                                | Een betoverde Ierse stoofpot heeft veel invloed op Smulsmurf. | |
| 389       | Karate Klungel                              | Karate clumsy                                                  | Klungel neemt het op tegen een kwaadaardige ninjarat. | Klungel, Smoegel, Opa, Schilder |
| 390       | Graag of helemaal niet                      | Like it or smurf it                                            | Brillies versie van Raad of Daad pakt gevaarlijk uit in een vulkanisch paradijs. | |
| 391       | De grote slaper                             | Papa's big snooze (dubbele aflevering)                         | In de tuin van de Japanse karatemuizen wordt Grote Smurf gebeten door een slaapkever. De smurfen moeten nu voor zonsondergang een bonsaikever vinden de Grote Smurf moet bijten, anders zal hij niet meer wakker worden. | Grote, Smurfin, Bril, Knutsel, Opa |
| 392       | Een driftige vis                            | A fish called Snappy                                           | Driftige irriteert een humeurige waterfee en wordt in een vis veranderd. | Driftige, Opa, Bril, Smurfin, Klungel, Sassette, Natuur, Schilder, Smul                                                                              |
| 393       | De Smurfen Odyssee                          | The Smurf odyssey (dubbele aflevering)                         | De Smurfen helpen Hermes, de zoon van Zeus, een god te worden op zijn zoektocht naar het gulden vlies. | |
| 394       | Trojaanse Smurfen                           | Trojan Smurfs                                                  | In Troje wordt Smurfin ontvoerd door een meisje dat denkt dat ze een pop is. De Smurfen doen wat de Grieken deden om haar terug te krijgen. | Smurfin, Sassette, Grote, Knutsel, Bril, Smoegel |
| 395       | 'Het gelukskoekje                           | Fortune cookie                                                 | Lolsmurf stopt heel onsmurfige voorspellingen in de gelukskoekjes en Brillie krijgt de schuld. | |
| 396       | De Kleine Keizer                            | Imperial panda-monium (dubbele aflevering)                     | De Smurfjes moeten de jonge Chinese keizer helpen, samen met zijn panda en zijn draak, tegen intriganten die zelf de troon willen bestijgen. | |
| 397       | Smurfins groene vingers                     | Smurfette's green thumb                                        | Nadat Smurfin is geprikt door een magische plant in Babylon verandert alles wat zij aanraakt in een plant. | |
| 398       | Potige ziet monsters                        | Hefty sees a serpent                                           | Niemand gelooft Potiges verhaal over een zeeslang totdat ze gevangengenomen worden door het Schotse evenbeeld van Gargamel. | |
| 399       | De doedelzakgeest                           | Phantom bagpiper (dubbele aflevering)                          | Smurfin wordt jockey om een van een Schotse geest gestolen pony terug te krijgen. | |
| 400       | Oerwoud kriebels                            | Jungle jitterbugs                                              | Hippe doet de regendans in een Zuid-Amerikaans dorp. | Hippe, Lol, Bril, Smurfin, Schilder, Klungel, Opa, Grote, Sassette                                                                                   |
| 401       | Het Klungelige Geestje                      | The Clumsy genie (dubbele aflevering)                          | Klungel wisselt van plaats met lampgeest Tabouli in Bagdad en nu wordt hij gedwongen de verkoudheid van de sultan te genezen. | |
| 402       | Bange Smurfen                               | Scary Smurfs                                                   | De Smurfen veranderen in monsters nadat Sassette en Driftige Smurf van een Duits peperkoekenhuis hebben gegeten. | Smul, Grote, Schilder, Baby, Smurfin, Opa, Hippe, Sassette, Driftige                                                                                 |
| 403       | Een vliegende verrassing                    | Sky high surprise                                              | Een groep baby-bandieten in de woestijn stelen de tijdkristallen. | |
| 404       | Vakantie in Rome                            | Gnoman holiday (dubbele aflevering)                            | In het dwergenrijk moet Smurfin trouwen met de troonopvolger van de keizer. Luilak of Brillie moet vechten met gladiator om haar te redden. | |
| 405       | De Pizzawedstrijd                           | Greedy's masterpizza                                           | Smulsmurf bakt een pizza. | |
| 406       | Een monument voor Mopper                    | The monumental grouch                                          | Er wordt een heldenstandbeeld van Mopper gemaakt en dat komt tot leven. | |
| 407       | Smurfen met Curry                           | Curried smurfs (dubbele aflevering)                            | Gargapuri de fakir verkoopt drie Smurfen aan een maharadja voor zijn dierentuin. | Gargamel (Gargapuri), Opa, Wilde, Lol, Grote, Smurfin, Bril, Potige, Smul, Potige, Smoegel                                                           |
| 408       | De Smoegelfamilie                           | G'day Smoogle                                                  | Smoegel vindt zijn eigen voorouders in Australië als hij zijn verre neef de marsupilami zoekt. | |
| 409       | De kleuteropa                               | Grandpa's fountain of youth                                    | Opa Smurf wordt weer jong in Mexico. | Opa, Grote, Sassette, Hippe, Lol, Bril, Smurfin, Schilder, Klungel                                                                                   |
| 410       | Reuzesmurfen                                | Big shot smurfs                                                | Smulsmurf en Brillie komen terecht in een Zweedse burgeroorlog van piepkleine mensjes. | Bril, Smul, Grote, Klungel |
| 411       | Spiegeltje aan de wand                      | No reflection on Vanity                                        | Hippe Smurf denkt dat een ijspegel het vermiste kristal is terwijl het echte kristal op het punt staat in de zee bij de zuidpool terecht te komen. | |
| 412       | Grote Smurf verliest zijn geduld            | Papa loses his patience                                        | Grote Smurf verliest zijn geduld door een mislukt geduldsdrankje van Brillie, maar stierenvechter El Gargo krijgt daardoor zijn geduld. | |
| 413       | Piratensmurfen                              | Swashbuckling smurfs (dubbele aflevering)                      | De Smurfen worden ongewild piraten op het schip van kapitein Roodbaard en papegaai Blauwbek door een toveramulet dat alles en iedereen de wil oplegt van degene die het bezit. | Sassette, Opa, Driftige, Bril, Grote, Smurfin, Wilde, Smul, Klungel, Knutsel, Potige                                                                 |
| 414       | Schilders eigen avontuur                    | Painter's egg-cellent adventure (dubbele aflevering)           | Schilder moet een toverkip in Rusland zo ver krijgen opnieuw beschilderde eieren te leggen. Gargovitsj de tovenaar is afgunstig. | Schilder, Bril, Grote, Smurfin, Klungel, Gargamel (Gargovitsj), Azraël (Azraëlowitsch)                                                               |
| 415       | De speldenknop smurfen                      | Small-minded smurfs                                            | Een koppensneller in de jungle laat de hoofdjes van de Smurfen krimpen. | |
| 416       | Apenstreken                                 | Bananas over Hefty                                             | Een orang oetan is heel geïnteresseerd in Potige. | |
| 417       | De Smurfen van de Ronde Tafel               | Smurfs of the round table (dubbele aflevering)                 | De Smurfen moeten het goede van Camelot van Koning Arthur herstellen als Morgan Le Fay het zwaard Excalibur in handen krijgt en Merlijn in een stenen hoofd verandert en de rest in figuren van was. | |
| 418       | Zoals het klokje thuis tikt…                | Wild goes cuckoo                                               | Een Zwitserse klokkenmaker en voedseldief gebruikt Wilde in zijn koekoeksklok die de tijd kan stoppen nadat Wilde de koekoek uit de klok heeft bevrijd. | |
| 419       | Brilsmurfs beestelboel                      | Brainy's beastly boo-boo                                       | Brillie laat met een Afrikaanse verhalenstok zijn medesmurfen in wilde dieren veranderen. | |
| 420       | De Gouden Neushoorn                         | The golden rhino (dubbele aflevering)                          | De hebzuchtige handelaar Tamar steelt met geweld de neushoorn Rhadu, die met zijn gouden hoorn alles in goud kan veranderen, van prins Bakari en een gouden Brilsmurf. | |
| 421       | Cupido-smurfen                              | Hearts 'n' smurfs                                              | Graaf Van Garg betovert Brillie zodat hij haat verspreidt met Cupido's pijlen. | Cupido, Bril, Klungel, Potige, Grote, Gargamel (Van Garg), Azraël                                                                                    |